# Victoria du Royaume-Uni (1840-1901)
Vous lisez un « article de qualité » labellisé en 2010.
Cet article a pour sujet la princesse Victoria du Royaume-Uni, reine de Prusse et impératrice allemande, à ne pas confondre avec sa mère, la reine Victoria, reine du Royaume-Uni de Grande-Bretagne et d'Irlande. Pour les autres homonymes voir : Victoria du Royaume-Uni (homonymie) et Victoria de Saxe-Cobourg.
Titres
Reine de Prusse
Impératrice allemande
9 mars 1888 – 15 juin 1888
(3 mois et 6 jours)
Princesse héritière du Royaume-Uni
21 novembre 1840 – 9 novembre 1841
(11 mois et 19 jours)
Princesse royale
19 janvier 1841 – 5 août 1901
(60 ans, 6 mois et 17 jours)
Signature
Victoria Adélaïde Marie Louise du Royaume-Uni, princesse royale de Grande-Bretagne et d'Irlande puis, par son mariage, reine de Prusse et impératrice allemande, est née le 21 novembre 1840 au palais de Buckingham, à Londres, et morte le 5 août 1901 à Friedrichshof, en Allemagne. Fille aînée de la reine Victoria du Royaume-Uni et du prince Albert, elle est impératrice allemande et reine de Prusse durant les 99 jours de règne de son époux, Frédéric III.
La princesse est élevée selon les idées libérales de son père. Fiancée à l'âge de seize ans au futur Frédéric III d'Allemagne, elle soutient son mari dans sa volonté d'instaurer une monarchie constitutionnelle en Prusse puis en Allemagne. Mais, critiquée pour son attitude et ses origines anglaises, « Vicky » subit l'ostracisme des Hohenzollern et de la cour berlinoise. Son isolement va croissant après l'arrivée d'Otto von Bismarck au pouvoir en 1862.
Finalement, Vicky et son époux n'ont la possibilité d'influer sur la politique allemande que durant quelques semaines, en 1888 : atteint d'un cancer du larynx, Frédéric III n'a en effet ni le temps ni la force de mener à bien les réformes politiques dont il avait rêvé lorsqu'il était encore Kronprinz. Une fois devenue veuve, Vicky est à nouveau écartée du pouvoir par son fils, Guillaume II. L'impératrice douairière s'installe alors à Kronberg im Taunus, où elle se fait bâtir un château, Friedrichshof, nommé ainsi en l'honneur de son défunt époux. De plus en plus isolée après les mariages de ses filles cadettes, Victoria meurt d'un cancer du sein quelques mois après sa mère, en 1901.

## Famille

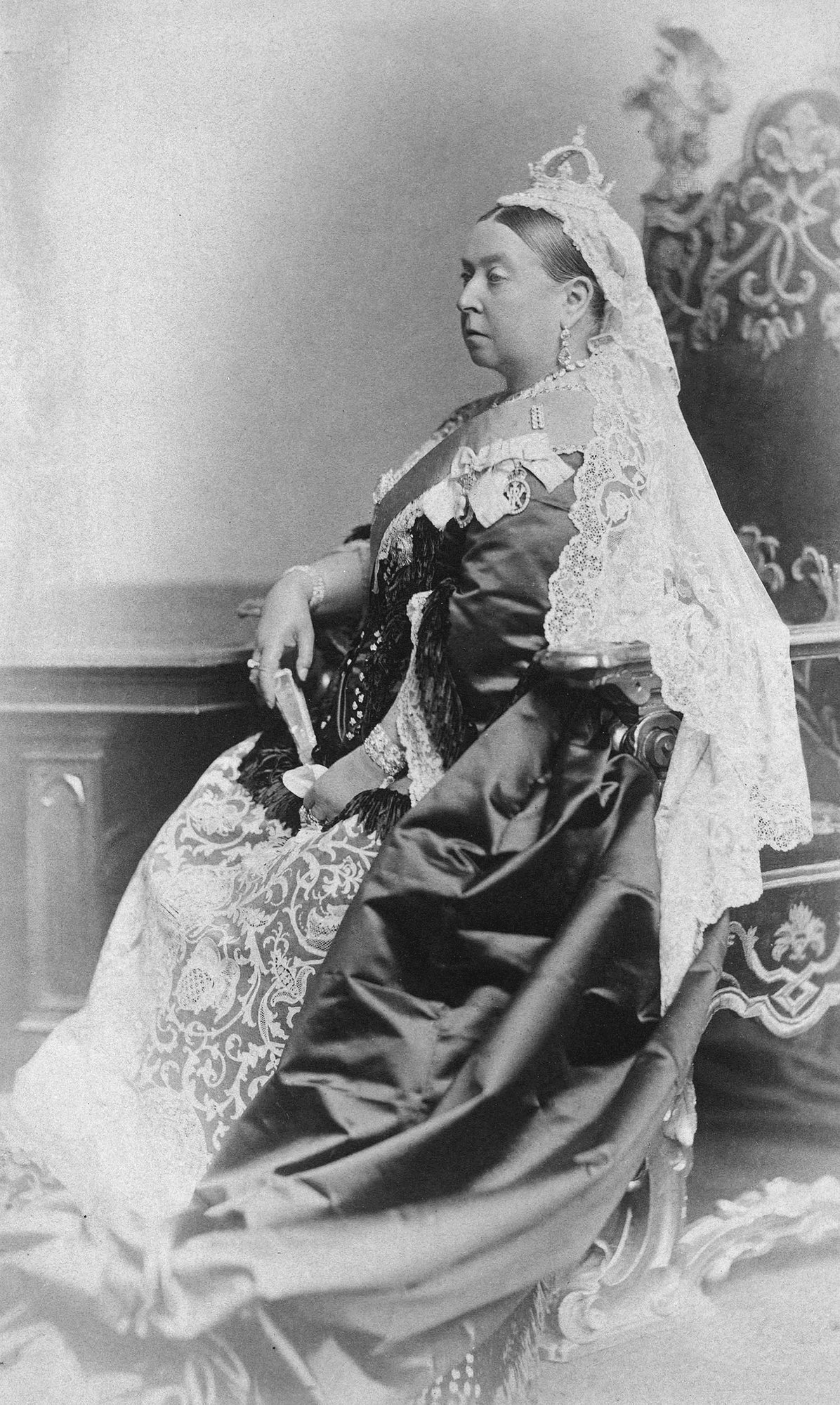
La reine Victoria du Royaume-Uni, mère de la princesse royale (1887).

La princesse royale Victoria est la fille aînée de la reine Victoria Ire du Royaume-Uni (1819-1901) et de son époux le prince consort Albert de Saxe-Cobourg-Gotha (1819-1861).
Par sa mère, Victoria est donc la petite-fille du prince Édouard-Auguste du Royaume-Uni (1767-1820), duc de Kent et de Strathearn, et de son épouse la princesse Victoire de Saxe-Cobourg-Saalfeld (1786-1861) tandis que, par son père, elle descend du duc Ernest Ier de Saxe-Cobourg-Gotha (1784-1844) et de sa femme la princesse Louise de Saxe-Gotha-Altenbourg (1800-1831).
Le 25 janvier 1858, Victoria épouse, à Londres, le futur Frédéric III d'Allemagne, fils de l'empereur Guillaume Ier (1797-1888) et de son épouse la princesse Augusta de Saxe-Weimar-Eisenach (1811-1890).
Du mariage de Frédéric et de Victoria naissent huit enfants, parmi lesquels deux meurent avant l'adolescence :
- Guillaume II d'Allemagne (1859-1941), roi de Prusse et empereur allemand, qui épouse, en premières noces, la princesse Augusta-Victoria de Schleswig-Holstein-Sonderbourg-Augustenbourg (1858-1921), avant de se remarier à la princesse Hermine Reuss zu Greiz (1887-1947) ;
- Charlotte de Prusse (1860-1919), princesse de Prusse et d'Allemagne, qui épouse le duc Bernard III de Saxe-Meiningen (1851-1928) ;
- Henri de Prusse (1862-1929), prince de Prusse et d'Allemagne, qui épouse la princesse Irène de Hesse-Darmstadt (1866-1953) ;
- Sigismond de Prusse (1864-1866), prince de Prusse ;
- Victoria de Prusse (1866-1929), princesse de Prusse et d'Allemagne, qui s'unit, en premières noces, au prince Adolphe de Schaumbourg-Lippe (1859-1917), régent de Lippe, avant de se remarier au réfugié russe blanc Alexandre Zoubkoff (de) (1901-1936) ;
- Waldemar de Prusse (1868-1879), prince de Prusse et d'Allemagne ;
- Sophie de Prusse (1870-1932), princesse de Prusse et d'Allemagne, qui épouse le roi des Hellènes Constantin Ier (1868-1923) ;
- Marguerite de Prusse (1872-1954), princesse de Prusse et d'Allemagne, qui épouse le landgrave Frédéric-Charles de Hesse-Cassel (1868-1940), éphémère roi de Finlande en 1918.

## Biographie

### Princesse royale de Grande-Bretagne

#### Enfance et éducation

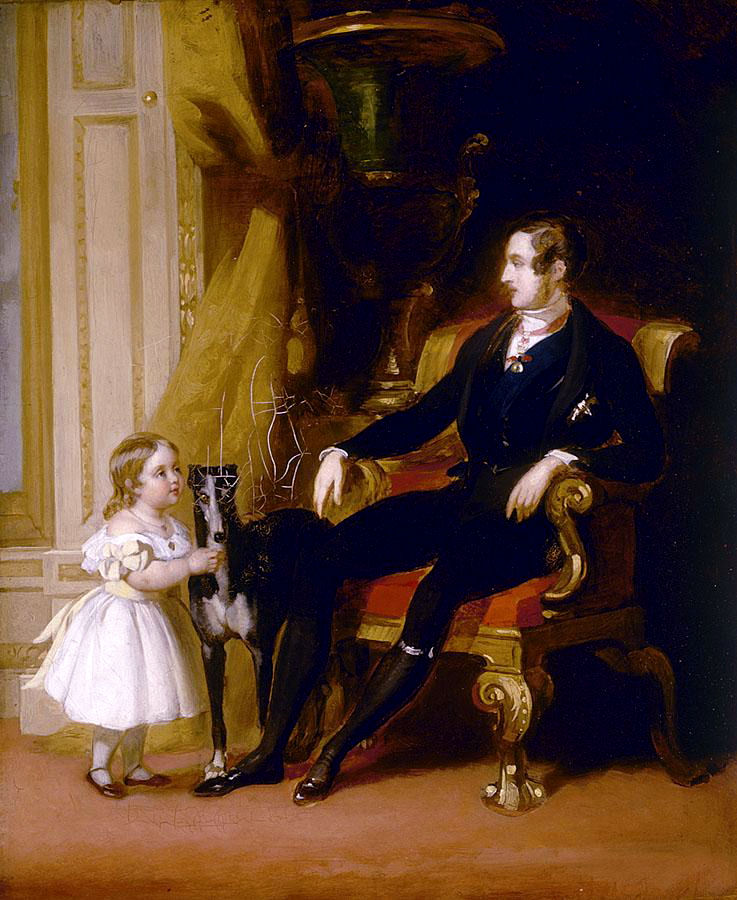
La princesse royale, son père et la chienne Eos, par John Lucas (1842).

Née en 1840, la petite Victoria est la première enfant de la reine Victoria du Royaume-Uni et de son époux, le prince Albert. Seul enfant du monarque britannique à sa naissance, elle est héritière présomptive des titres de sa mère, avant de céder sa place à son frère Albert Édouard, le futur Édouard VII, lorsqu'il arrive au monde le 9 novembre suivant. Peu de temps après sa naissance, le 19 janvier 1841, elle est titrée princesse royale, un titre généralement — mais pas automatiquement — accordé à la fille aînée du souverain britannique. Elle est baptisée le 10 février 1841, à l'occasion du premier anniversaire de mariage de ses parents, dans la salle du Trône du palais de Buckingham par l'archevêque de Cantorbéry William Howley. Baptisée sous les noms de Victoria Adelaide Mary Louisa, ses parents l'appellent « Vicky » ou « Pussy ». 
Le couple royal est décidé à donner à ses enfants une éducation aussi complète que possible. De fait, la souveraine britannique, qui a succédé à son oncle, le roi Guillaume IV, à l'âge de 18 ans, estime qu'elle n'a pas été suffisamment préparée au métier de souveraine. De son côté, le prince Albert, originaire du petit duché de Saxe-Cobourg-Gotha, a reçu, grâce à son oncle, le roi des Belges Léopold Ier, une éducation beaucoup plus soignée.

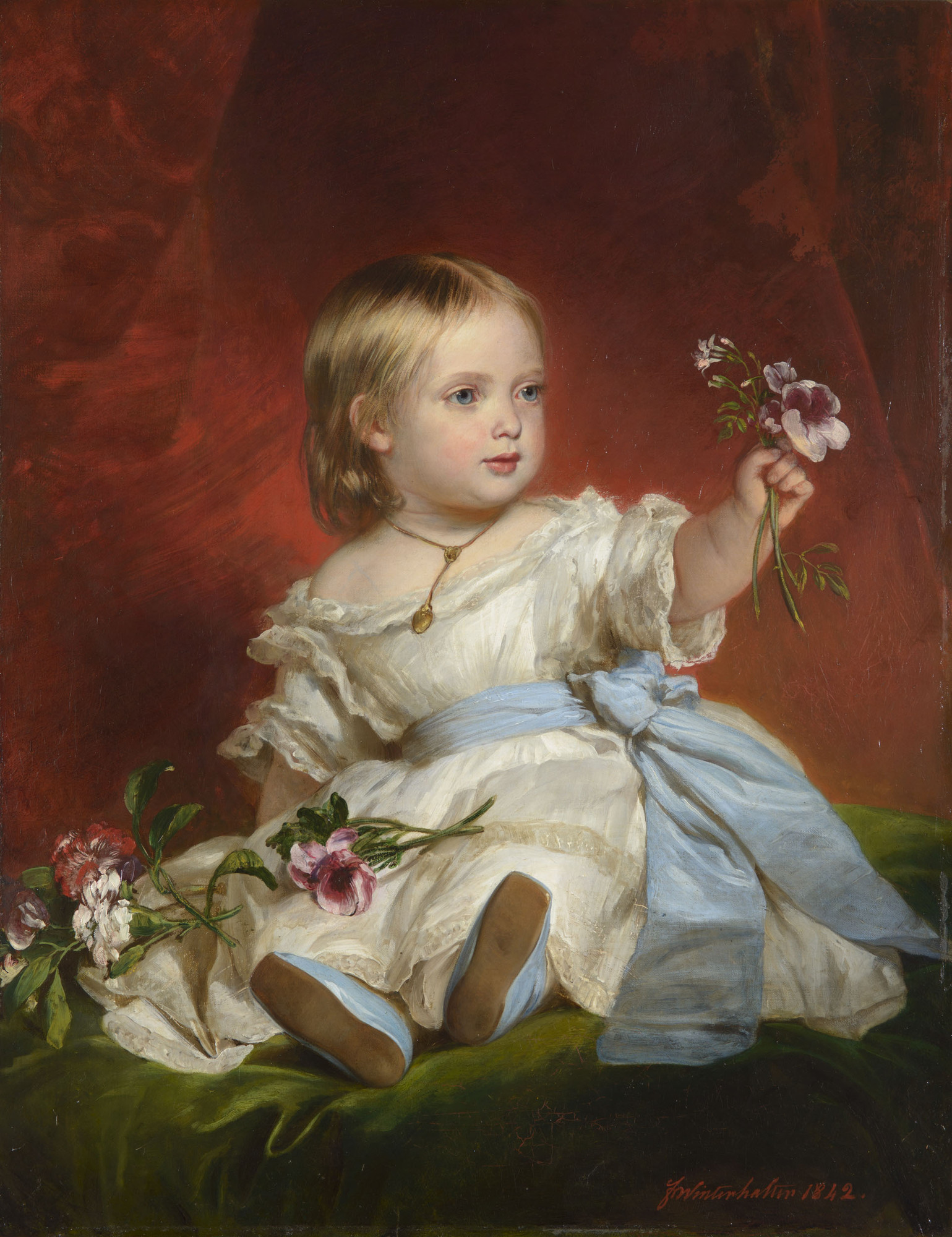
La princesse Victoria en 1842 par Franz Xaver Winterhalter.

Peu de temps après la naissance de Vicky, le prince Albert écrit donc un mémoire qui détaille les tâches et les devoirs de toutes les personnes intervenant dans l'éducation des enfants royaux. Un an et demi plus tard, un autre document de 48 pages, écrit par le baron von Stockmar, intime du couple royal, détaille les principes éducatifs auxquels doivent être soumis les petits princes. Or, le couple royal n'a qu'une idée très imprécise du développement d'un enfant et la reine Victoria est, par exemple, persuadée que le fait que son bébé suce des bracelets est un signe d'éducation déficiente. Selon Hanna Pakula, biographe de la future impératrice allemande, les deux premières gouvernantes de la princesse ont donc été particulièrement bien choisies. Experte dans les rapports avec les enfants, lady Littleton dirige la nurserie par laquelle passent tous les enfants du couple royal à partir de la deuxième année de la princesse. Diplomate, la jeune femme parvient à adoucir les demandes en partie irréalistes du couple royal. De son côté, Sarah Anne Hildyard, deuxième gouvernante de l'enfant, est un professeur habile qui développe rapidement une relation étroite avec son élève.

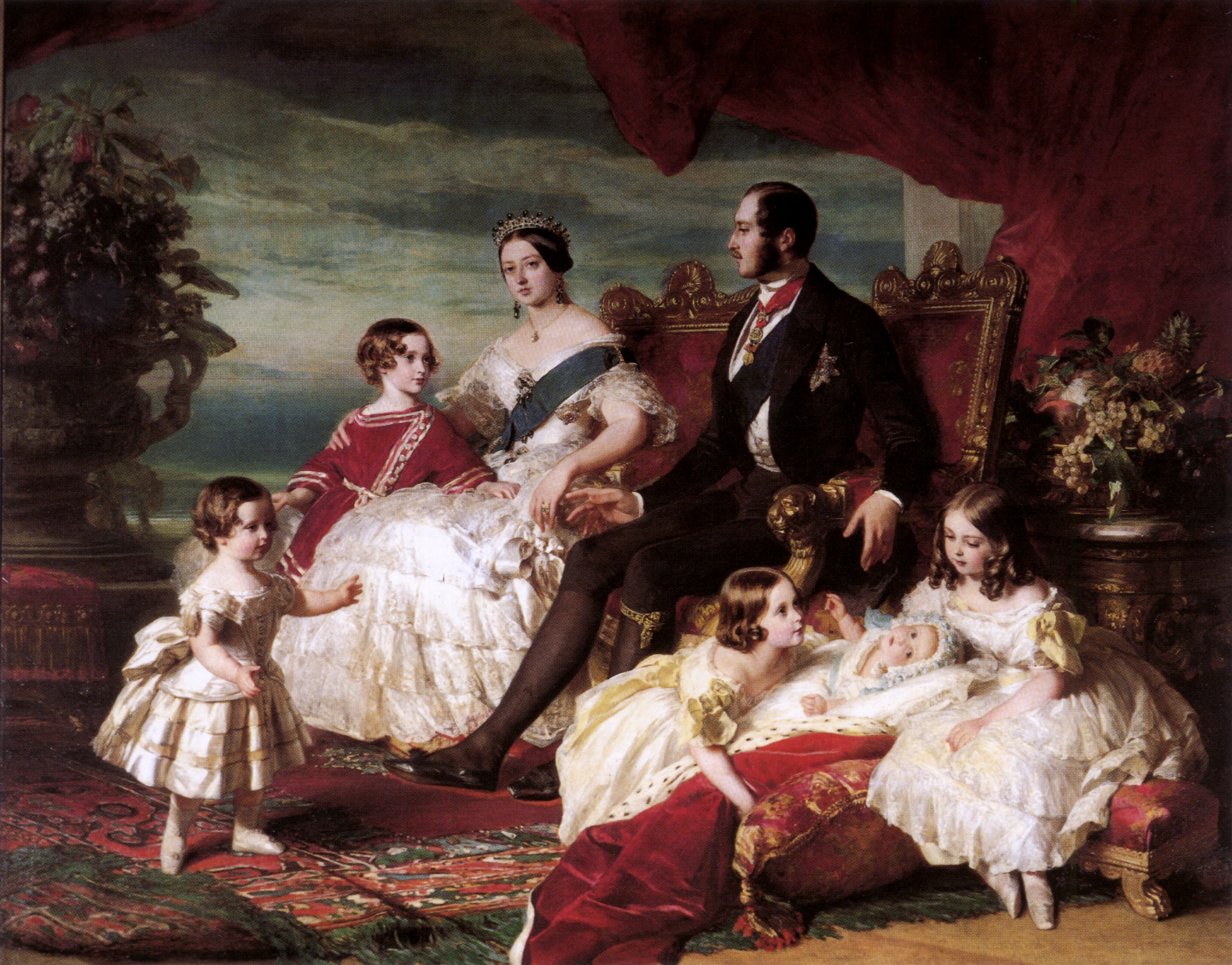
La famille royale britannique par Franz Xaver Winterhalter (1846).

Dès l'âge de dix-huit mois, Vicky reçoit des cours de français et elle n'a pas quatre ans lorsqu'elle commence à apprendre l'allemand. À partir de six ans, son programme d'études comprend des cours d'arithmétique, de géographie et d'histoire. Ses journées de classe, entrecoupées par trois heures de récréation, commencent à 8 h 20 pour se terminer à 18 h 0. Contrairement à son frère, dont le programme éducatif est encore plus sévère, la petite fille se révèle être une excellente élève, toujours avide de connaissances. Elle n'a cependant pas que des qualités et se montre aussi emportée et obstinée,.
La reine Victoria et son époux cherchent à éloigner autant que possible leurs enfants de la vie de cour. Le couple acquiert donc le palais d'Osborne House, sur l’île de Wight, qui est remodelé dans le style d'une villa napolitaine sur les dessins du prince consort. Près du bâtiment principal, Albert fait édifier, pour ses enfants, un chalet d'inspiration suisse possédant une petite cuisine et un atelier de menuiserie. Dans ce bâtiment, les enfants princiers apprennent le travail manuel et la vie pratique. Le prince Albert est très présent dans l'éducation de sa progéniture. Il suit de près les progrès de ses enfants, leur donne lui-même quelques cours et passe aussi beaucoup de temps à jouer avec eux,.

#### Première rencontre avec les Hohenzollern

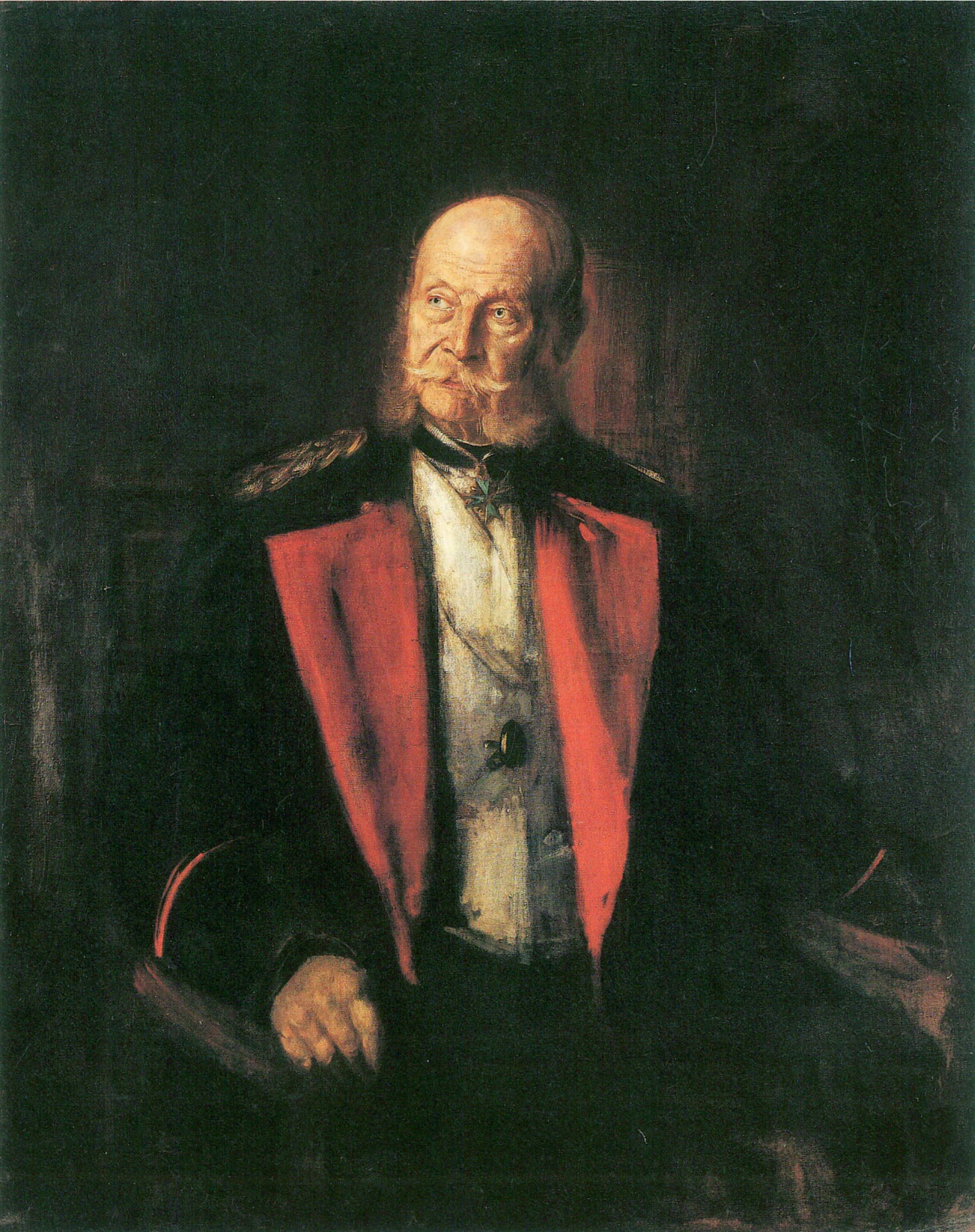
Portrait du prince Guillaume de Prusse, futur beau-père de Victoria, par Franz von Lenbach (1886).

En Allemagne, le prince Guillaume de Prusse et son épouse, la princesse Augusta de Saxe-Weimar-Eisenach, font partie des personnalités avec lesquelles la reine Victoria et le prince Albert sont alliés. La souveraine britannique est d'ailleurs en contact épistolaire régulier avec sa cousine depuis 1846. Or, la révolution qui éclate à Berlin en 1848 renforce les liens entre les deux couples princiers en obligeant l'héritier du trône de Prusse à trouver refuge durant trois mois auprès de la cour britannique.
En 1851, Guillaume revient à Londres avec sa femme et leurs deux enfants (Frédéric et Louise), à l'occasion de l'Exposition universelle. Pour la première fois, Vicky rencontre son futur époux et, malgré leur différence d'âge (elle a onze ans et il en a dix-neuf), les jeunes gens s'entendent très bien. Pour favoriser le contact des deux adolescents, la souveraine britannique et son époux ont chargé Vicky de guider Frédéric à travers l'Exposition et, pendant la visite, l'enfant répond dans un allemand courant au jeune homme à l'anglais encore hésitant. La rencontre est donc un succès et, des années plus tard, le prince Frédéric insisterait sur l'impression positive que le mélange d'innocence, de curiosité intellectuelle et de naturel de la petite princesse a fait naître en lui durant la visite.

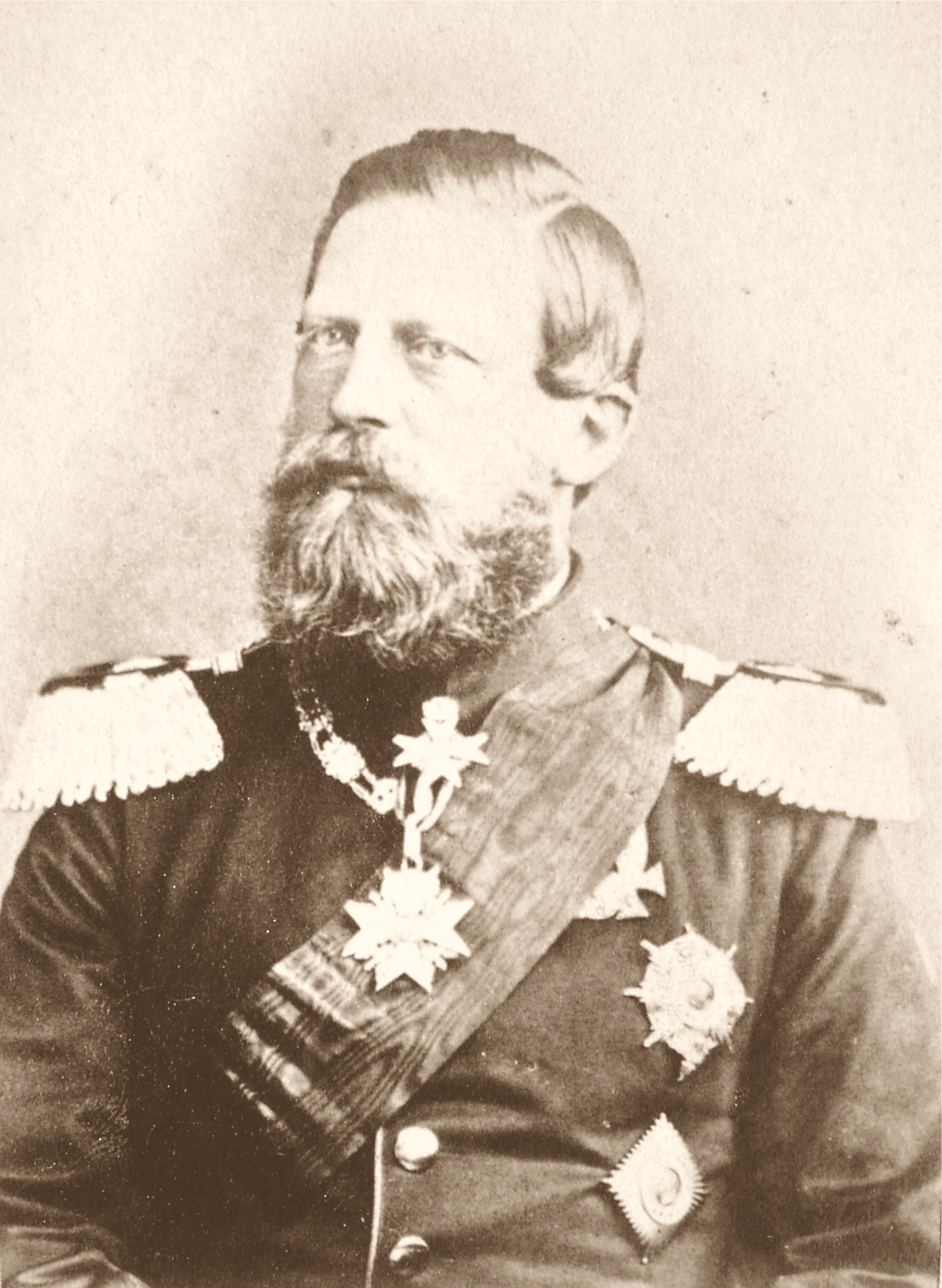
Le prince Frédéric de Prusse, futur époux de Victoria.

Sa rencontre avec la petite Victoria n'est cependant pas la seule à impressionner positivement Frédéric durant les quatre semaines de son séjour anglais. Le jeune Prussien trouve en effet dans le prince Albert un interlocuteur avisé qui partage et affermit ses idées libérales. Frédéric est finalement fasciné par les relations qui unissent les membres de la famille royale britannique. À Londres, la vie de la cour est loin d'être aussi rigide et conservatrice qu'à Berlin et Victoria et son époux se conduisent avec leurs enfants d'une manière bien différente de celle de Guillaume et d'Augusta,.
Après le retour de Frédéric en Allemagne, commence une correspondance étroite entre Victoria et le jeune homme. Mais, derrière cette amitié naissante, se cache le désir de la reine de Grande-Bretagne et de son époux de tisser des liens plus étroits avec la Prusse. Dans une lettre à son oncle le roi des Belges, la souveraine britannique émet ainsi le désir que la rencontre de sa fille avec l'héritier présomptif du trône prussien aboutisse à une relation plus étroite entre les deux jeunes gens.

#### Fiançailles avec Frédéric de Prusse
Comme Vicky, Frédéric a reçu une éducation très complète et a notamment été formé par des personnalités comme l'écrivain Ernst Moritz Arndt ou l'historien Friedrich Christoph Dahlmann. Conformément à la tradition des Hohenzollern, il a par ailleurs reçu une rigoureuse formation militaire.

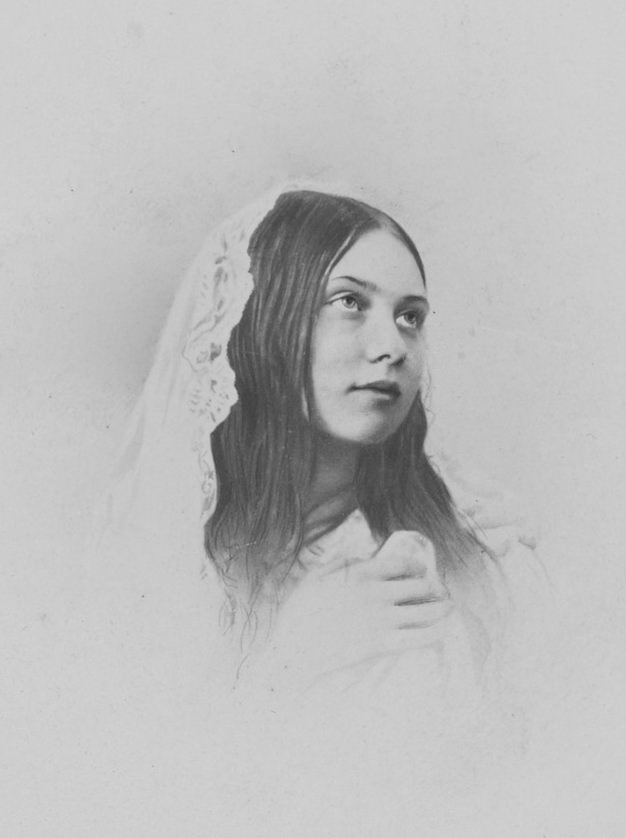
La princesse royale en 1855.

En 1855, le prince Frédéric effectue un nouveau séjour en Grande-Bretagne et rend visite à Vicky et à sa famille en Écosse, au château de Balmoral. Le but de son voyage est de revoir la princesse royale afin de s'assurer qu'elle constitue bien, pour lui, le meilleur parti. À Berlin, ce voyage en Grande-Bretagne est loin de recevoir un écho positif. De fait, à la cour de Prusse, bien des personnalités préféreraient voir l'héritier du trône conclure une union avec une grande-duchesse russe. Le roi Frédéric-Guillaume IV n'a d'ailleurs autorisé qu'à contrecœur son neveu à épouser une princesse britannique et il a même dû garder son approbation secrète tant sa propre femme se montrait anglophobe.

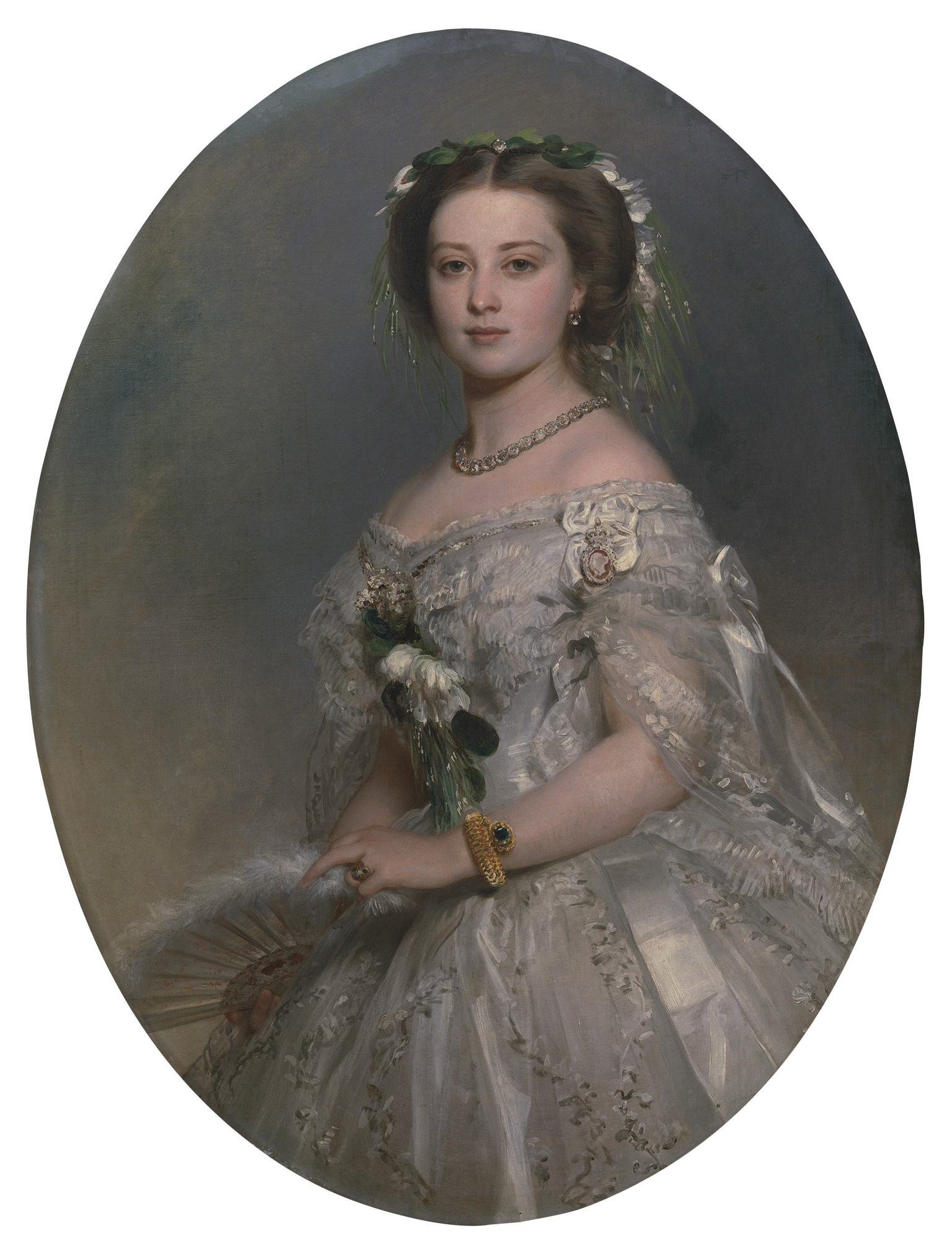
La princesse royale en 1857. Peinture de Franz Xaver Winterhalter.

Lorsqu'elle reçoit la visite de Frédéric, Vicky est âgée de quinze ans. Un peu plus grande que sa mère, la princesse ne mesure que 1,50 m et est loin de correspondre à l'idéal de beauté de son époque. La souveraine britannique craint donc que l'héritier du trône de Prusse ne trouve pas sa fille suffisamment attirante. Malgré tout, dès le premier dîner avec le prince, il est clair, pour la souveraine et son époux, que la sympathie mutuelle des deux jeunes gens est toujours aussi vive qu'en 1851. D'ailleurs, après seulement trois jours en compagnie de la famille royale, Frédéric demande aux parents de Vicky l'autorisation d'épouser leur fille. Ces derniers sont ravis par la nouvelle mais ne donnent leur accord qu'à la condition que le mariage n'ait pas lieu avant les dix-sept ans de leur fille.
Une fois cette condition acceptée, les fiançailles de Victoria et de Frédéric ne sont annoncées publiquement que le 17 mai 1856. Immédiatement le projet soulève les critiques en Grande-Bretagne. Le public anglais reproche en effet au royaume de Prusse sa neutralité lors de la guerre de Crimée de 1853-1856. Dans un article, le Times qualifie ainsi les Hohenzollern de « dynastie misérable » qui poursuit une politique étrangère inconstante et peu digne de foi et dont le maintien sur le trône dépend uniquement de la Russie. Le journal critique aussi le non-respect des garanties politiques données à la population par le roi Frédéric-Guillaume IV lors de la révolution de 1848. En Allemagne, les réactions face à l'annonce des fiançailles sont moins unanimes : si la plupart des Hohenzollern et les conservateurs s'y opposent, les cercles libéraux saluent le projet d'union avec la couronne britannique.

#### Préparation au rôle de princesse prussienne

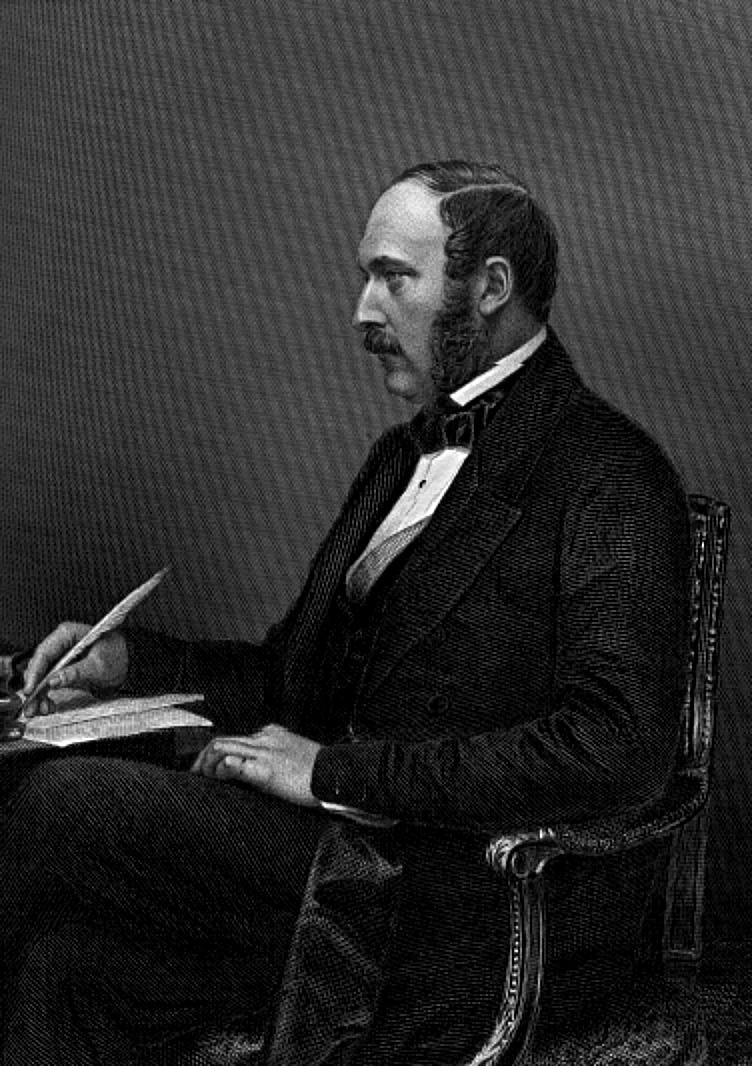
Le prince consort, né Albert de Saxe-Cobourg-Gotha.

Le prince Albert de Saxe-Cobourg-Gotha fait partie des « libéraux du Vormärz » et il soutient depuis longtemps le « plan Cobourg », autrement dit l'idée qu'une Prusse libérale servirait d'exemple aux autres États allemands et serait capable de réaliser autour d'elle l'unité des principautés germaniques. Pendant le séjour involontaire du prince Guillaume de Prusse à Londres en 1848, le prince consort a déjà essayé de convaincre son cousin Hohenzollern de la nécessité de transformer la Prusse en monarchie constitutionnelle sur le modèle britannique. Mais le futur empereur allemand ne s'est pas laissé persuader et a, au contraire, conservé des idées très conservatrices,.
Désireux de faire de sa fille l'instrument de la libéralisation de l'Allemagne, le prince Albert profite des deux années de fiançailles entre Vicky et Frédéric pour donner à la princesse royale la formation la plus complète possible. Il lui enseigne ainsi lui-même l'histoire et la politique européennes modernes et fait écrire à la princesse de nombreuses rédactions sur des événements survenus en Prusse. Cependant, le prince consort surestime la capacité du mouvement libéral à réformer l'Allemagne à un moment où seule une petite classe moyenne et quelques cercles intellectuels partagent ses idées dans la Confédération germanique. C'est donc un rôle particulièrement difficile que le prince Albert confie à sa fille, surtout face à une cour aussi critique que celle des Hohenzollern.

#### Questions domestiques et mariage
Afin de payer la dot de la princesse royale, le parlement britannique attribue à la jeune fille une somme de 40 000 livres et lui octroie en outre un apanage de 8 000 livres annuelles. Dans le même temps, à Berlin, le roi Frédéric-Guillaume IV attribue une somme annuelle de 9 000 thalers à son neveu Frédéric. Le revenu de l'héritier présomptif du trône de Prusse se révèle donc insuffisant pour couvrir un budget conforme à son rang et à celui de sa future épouse. Tout au long de leur mariage, Vicky doit alors supporter, sur sa propre cassette, une grande partie des frais du couple.

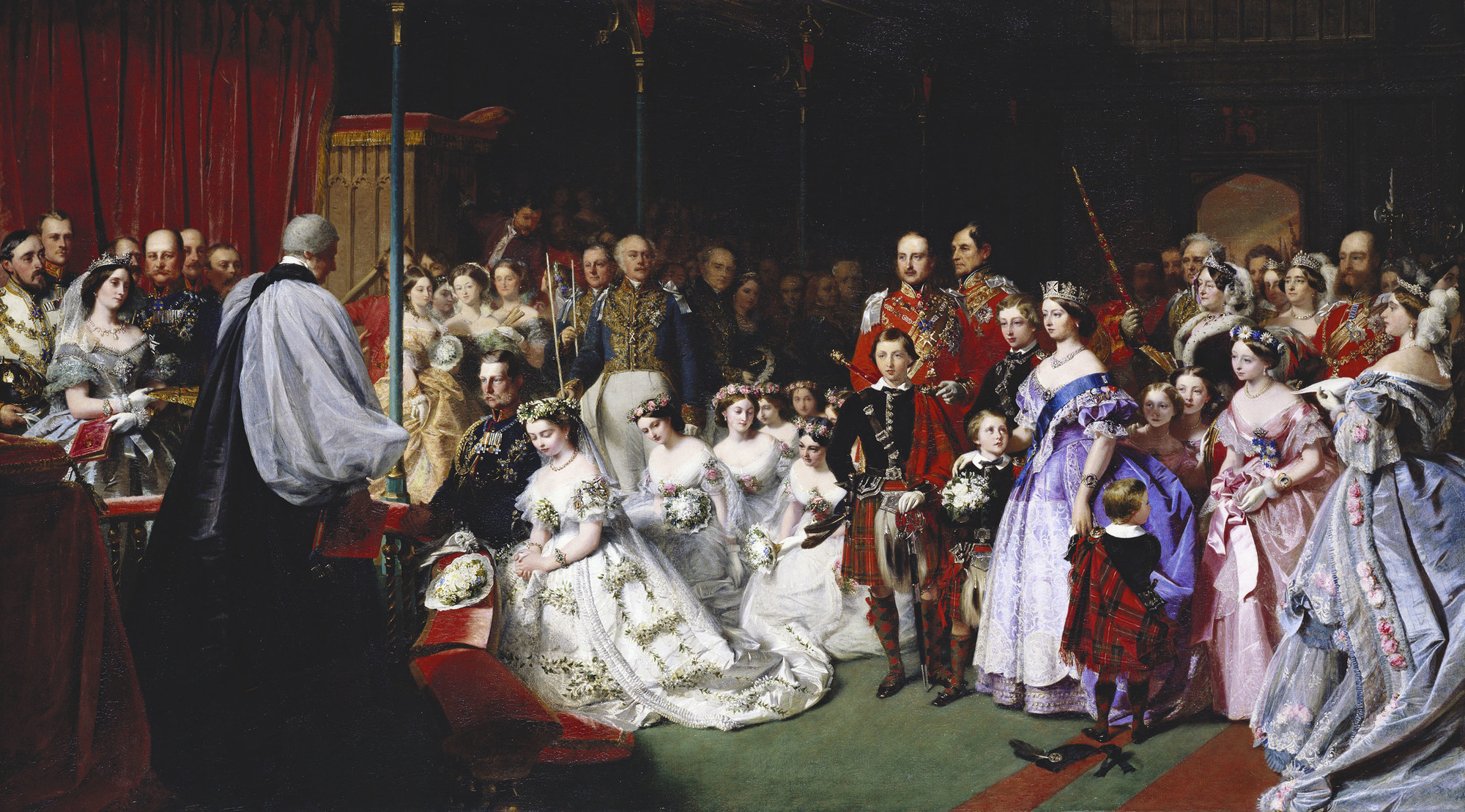
Le mariage de Victoria et Frédéric par John Phillip.

L'entourage berlinois du couple princier est choisi par la reine Élisabeth de Prusse et par la mère de Frédéric, la princesse Augusta. Mais les deux femmes nomment auprès du couple des personnes depuis longtemps au service de la cour et donc bien plus âgées que Vicky et Frédéric. Le prince Albert demande donc aux Hohenzollern d'accorder au moins à sa fille deux dames de compagnie de son âge et d'origine britannique. Mais sa demande n'est pas exaucée et, en guise de compromis, Vicky reçoit deux jeunes dames de compagnie d'origine allemande : les comtesses Walburga von Hohenthal et Marie zu Lynar. Le prince Albert réussit par contre à imposer Ernest von Stockmar, le fils de son ami le comte Christian Friedrich von Stockmar, comme secrétaire particulier de sa fille,.
Convaincu que le mariage d'une princesse britannique avec l'héritier du trône de Prusse serait regardé comme un honneur par les Hohenzollern, le prince Albert insiste pour que sa fille puisse conserver son titre de princesse royale après ses épousailles. Cependant, à la très anti-britannique et pro-russe cour de Berlin, la décision du prince ne fait que déclencher davantage d'irritation contre Vicky,.
C'est toutefois la question du lieu du mariage qui soulève le plus de critiques. Pour les Hohenzollern, il semble en effet naturel que les épousailles de l'héritier présomptif du trône de Prusse se déroulent à Berlin. Cependant, la reine Victoria insiste pour pouvoir marier sa fille aînée dans son pays et c'est elle qui obtient finalement gain de cause. L'union de Vicky et de Frédéric se déroule donc dans la chapelle royale du palais de Saint-James, à Londres, le 25 janvier 1858.

### Princesse de Prusse

#### Une princesse sujette aux critiques
Avec le déménagement de Vicky à Berlin commence une importante production épistolaire entre la princesse et ses parents. Chaque semaine, la jeune fille envoie ainsi une lettre à son père qui contient généralement des commentaires sur les événements politiques allemands. La majorité de ces lettres a été conservée et représente aujourd'hui une source précieuse pour connaître la cour prussienne.

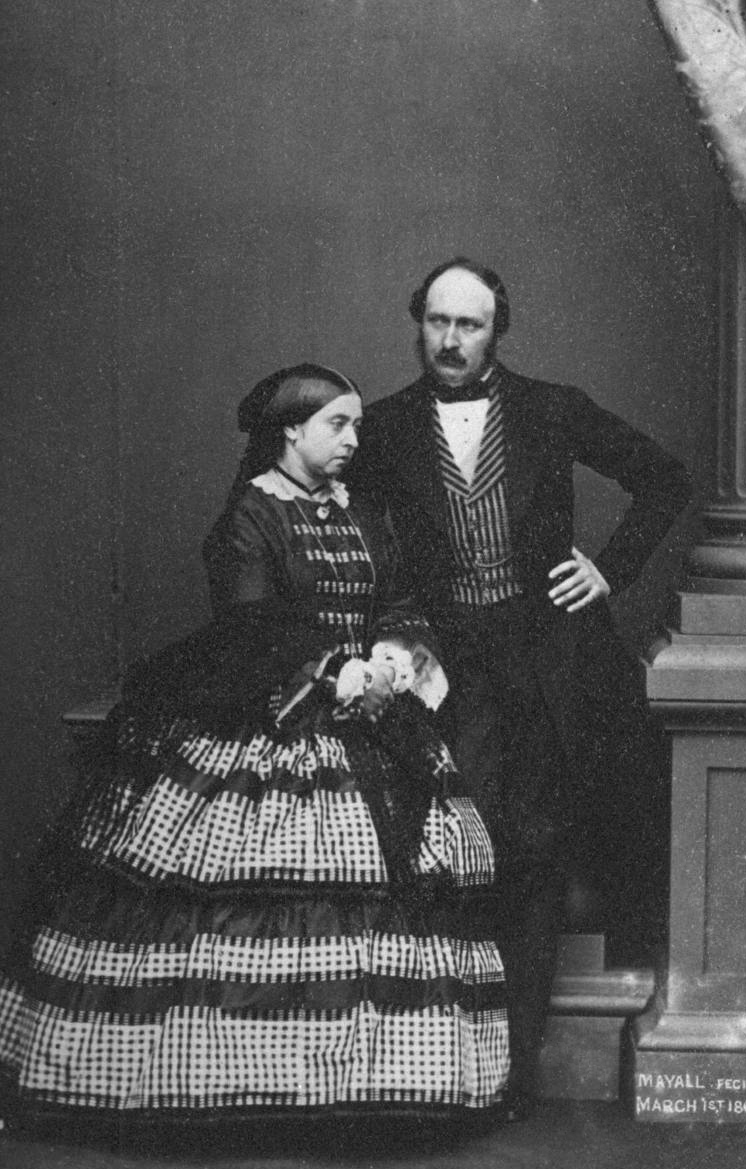
La reine Victoria et son époux en 1861.

Mais ces lettres prouvent également la volonté de la reine Victoria de régenter les moindres faits et gestes de sa fille. La souveraine britannique exige en effet de Vicky qu'elle se montre tout aussi loyale vis-à-vis de sa patrie natale que de son nouveau pays. Or, la chose se révèle rapidement impossible et les événements les plus insignifiants placent la jeune fille devant des problèmes insolubles. Ainsi, la mort d'un parent éloigné des maisons royales britannique et prussienne amène un deuil d'un mois à Londres alors qu'à Berlin ce deuil ne dure qu'une seule semaine. Vicky se voit donc obligée de respecter la durée de deuil en usage chez les Hohenzollern mais cela lui vaut les critiques de sa mère qui lui rappelle qu'en tant que princesse royale et fille de la reine du Royaume-Uni de Grande-Bretagne et d'Irlande, elle devrait respecter la règle en usage en Angleterre.
Préoccupé par les conséquences des critiques continuelles de la souveraine sur la santé psychologique de Vicky, le baron von Stockmar intervient auprès du prince Albert pour que la reine modère ses demandes. Par contre, le baron ne parvient pas à amoindrir les attaques que sa protégée subit des cercles russophiles et anglophobes de la cour berlinoise. La jeune fille est donc souvent blessée par les commentaires acerbes qu'elle soulève chez sa belle-famille.

#### Fonctions officielles

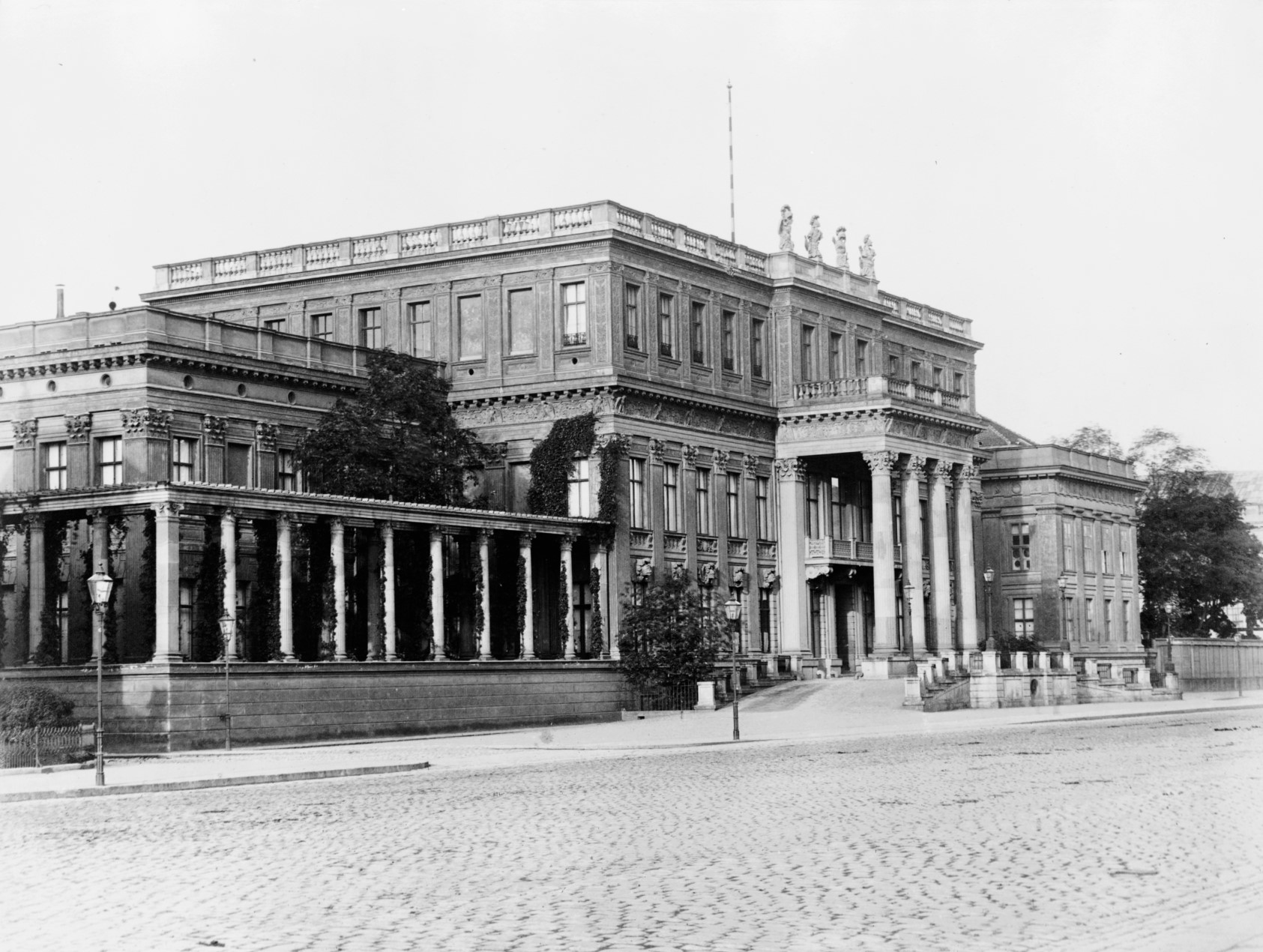
Le palais du Kronprinz dans la seconde moitié du XIXe siècle.

Âgée de seulement dix-sept ans, Vicky doit accomplir de nombreuses et fastidieuses tâches officielles. Presque chaque soir, elle doit apparaître lors de dîners formels, de représentations théâtrales ou de réceptions publiques. Si des parents étrangers des Hohenzollern se trouvent à Berlin ou Potsdam, les devoirs protocolaires de la princesse sont élargis. Parfois, elle doit saluer dès sept heures du matin des hôtes de la famille royale à la gare et être ensuite encore présente à des réceptions passé minuit.
Lors de l'arrivée de Vicky à Berlin, le roi Frédéric-Guillaume IV attribue à Frédéric et à son épouse une vieille aile du château de Berlin. Cependant, le bâtiment est en très mauvais état et il ne contient même pas une baignoire. En novembre 1858, le couple déménage donc au Palais du Kronprinz tandis que le Nouveau Palais de Potsdam lui est confié en tant que résidence d'été.

#### Un premier accouchement difficile
Un peu plus d'un an après son mariage, le 27 janvier 1859, Vicky donne naissance à son premier enfant, le futur Kaiser Guillaume II d'Allemagne. Mais ce premier accouchement se passe mal. De fait, le domestique chargé d'avertir les médecins du déclenchement du travail tarde à accomplir son rôle. Surtout, les gynécologues qui accompagnent ensuite la princesse se montrent hésitants et n'examinent leur patiente qu'habillée d'un épais vêtement de flanelle. Or, le bébé se présente par le siège et l'accouchement manque de provoquer la mort de la princesse et de son fils.

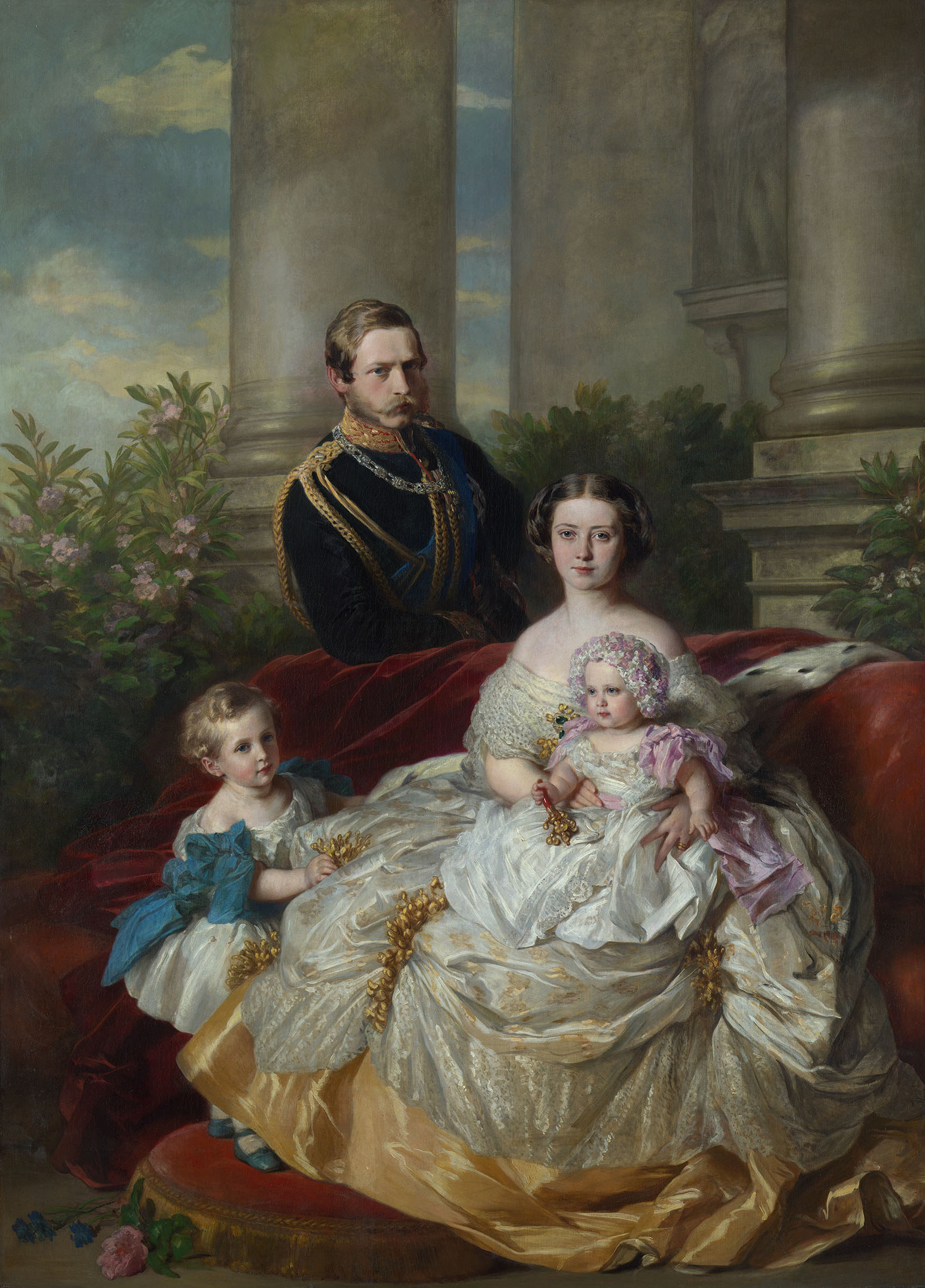
Vicky, Frédéric et leurs deux aînés en 1862. Œuvre de Franz Xaver Winterhalter.

Finalement, les médecins parviennent à sauver leurs deux patients. L'enfant est toutefois victime, du fait de l'accouchement, d'une paralysie du plexus brachial, les nerfs de son bras ayant été lésés. En grandissant, le bras du prince connaît une croissance anormale et, une fois Guillaume devenu adulte, son membre gauche mesure quinze centimètres de moins que le droit,. Il est par ailleurs très probable que l'accouchement difficile ait également privé le futur empereur d'oxygène durant huit à dix minutes, ce qui lui a vraisemblablement laissé des séquelles neurologiques.
Après la naissance, les médecins se montrent pourtant rassurants vis-à-vis de Vicky et Frédéric. Ils laissent même entrevoir au couple la possibilité d'une rémission totale des blessures du bébé. Le prince et la princesse choisissent donc de ne pas informer la cour britannique de l'infirmité de l'enfant. Mais, les semaines passant, il devient de plus en plus clair que le bras est à tout jamais perdu et, après quatre mois d'hésitations, Vicky se résout à annoncer la triste nouvelle à ses parents. Heureusement pour la princesse, la naissance de son deuxième enfant, la princesse Charlotte, le 24 juillet 1860, se passe sans difficulté.

### Kronprinzessin de Prusse

#### Une situation délicate
Le 2 janvier 1861, le roi Frédéric-Guillaume IV s'éteint et son frère Guillaume Ier, déjà régent depuis 1858, lui succède sur le trône. Frédéric devient alors Kronprinz mais sa situation dans le Royaume de Prusse n'évolue guère. Son père refuse en effet d'augmenter ses revenus et Vicky continue à contribuer largement au budget familial grâce à sa dot et à son apanage. Dans une lettre au baron von Stockmar, le prince Albert commente ainsi la situation :

« Pour moi, il est évident qu'une certaine personne est opposée à l'indépendance financière de la princesse... Non seulement elle ne reçoit pas un pfennig de la Prusse, ce qui est déjà calamiteux, mais elle doit encore utiliser sa dot, ce à quoi elle n'est pas obligée. Si on refuse un peu d'argent au pauvre Kronprinz parce qu'il a une « riche épouse », alors on cherche seulement à l'appauvrir. »

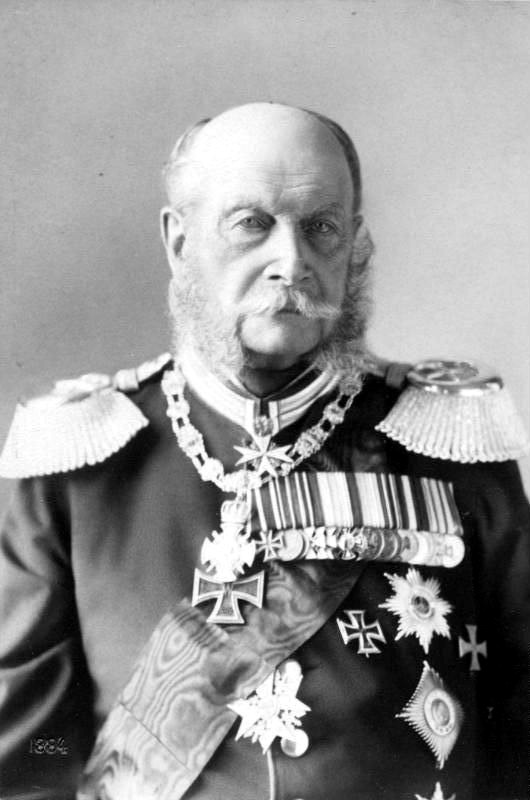
Le roi Guillaume Ier de Prusse (1884).

Outre ces limitations financières, d'autres tracasseries sont imposées à Frédéric et Vicky. En tant qu'héritier du trône, le Kronprinz doit désormais demander la permission au souverain avant d'effectuer un voyage à l'étranger. Or, la rumeur prétend que cette mesure a été prise par le nouveau souverain dans le but de limiter les déplacements trop fréquents de Vicky au Royaume-Uni. Après son accession au trône, Guillaume Ier a en effet reçu du prince Albert une longue lettre dans laquelle celui-ci l'exhortait implicitement à suivre à la lettre la constitution prussienne afin de servir de modèle aux autres États allemands. Or, ce courrier n'a fait qu'augmenter le ressentiment du souverain contre le prince consort et contre Frédéric et Vicky, qui partagent les mêmes idées libérales,.

#### Entre perte du père et crise politique
Âgé de seulement 42 ans, le prince Albert meurt de la typhoïde le 14 décembre 1861. Très proche de son père, la princesse Victoria est profondément affectée par la nouvelle et se rend au Royaume-Uni avec son époux pour assister aux funérailles organisées pour le prince consort.

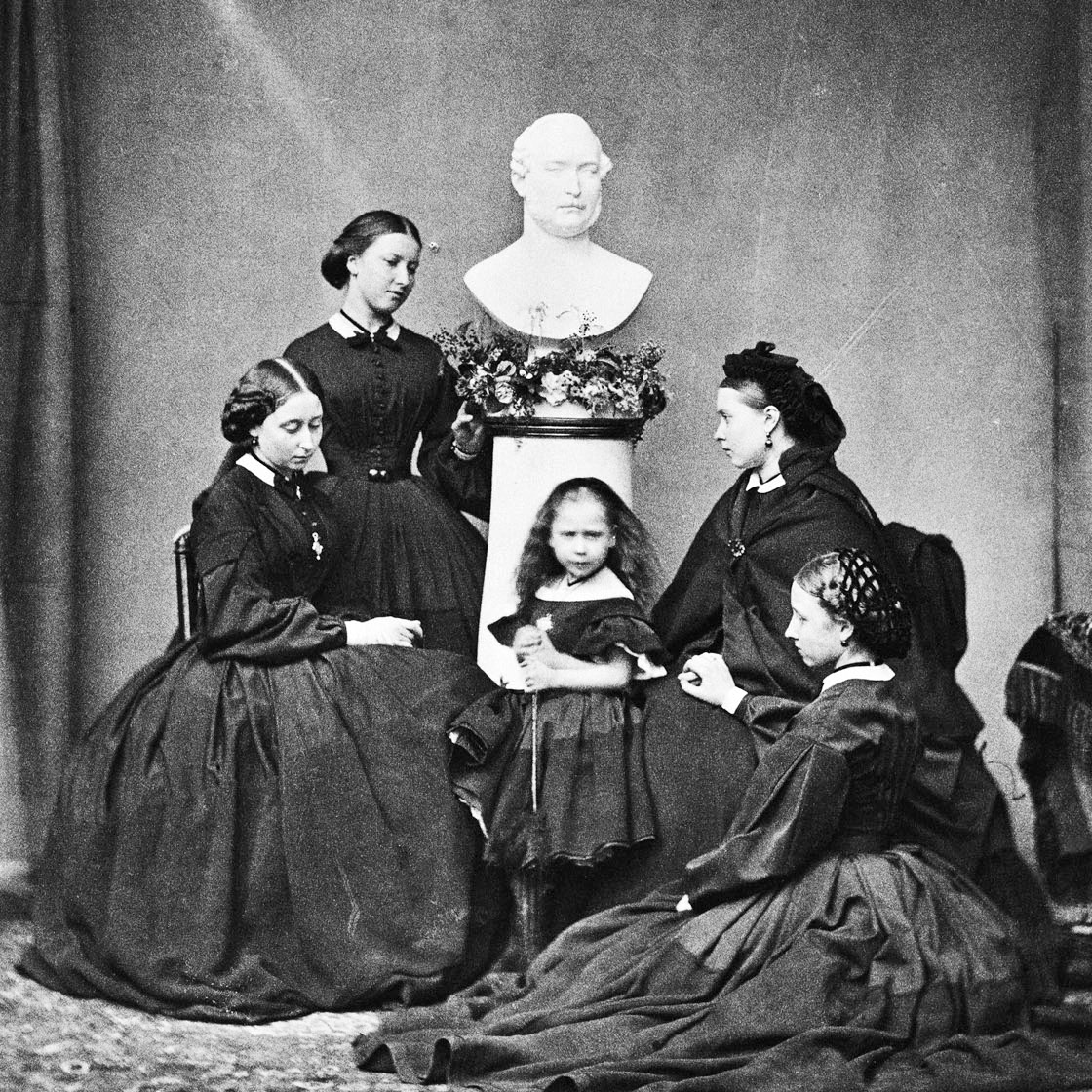
Le deuil des princesses britanniques. Sur cette photographie de 1862, les cinq filles du prince consort (Victoria, Alice, Béatrice, Hélène et Louise) sont réunies autour de son buste.

Peu de temps après l'événement, la première grande crise du règne de Guillaume Ier survient et Vicky et Frédéric, encore très endeuillés, ne sont pas vraiment prêts à l'affronter. Le parlement prussien refuse au souverain les crédits nécessaires à son plan de réorganisation de l'armée. Or le monarque considère cette réforme comme primordiale et il décide de dissoudre l'assemblée le 11 mars 1862. Ce faisant, Guillaume Ier ranime le conflit constitutionnel prussien. Un affrontement très dur entre la couronne et le landtag s'engage alors et le roi de Prusse envisage un moment de quitter le pouvoir.
Face à cette perspective, Vicky tente de convaincre son époux d'accepter l'abdication de son père. Mais le Kronprinz est en désaccord avec sa femme sur ce point et il pousse le roi à rester ferme vis-à-vis du parlement. Pour l'héritier du trône, l'abdication d'un souverain après un conflit avec le parlement créerait un dangereux précédent et affaiblirait ainsi ses successeurs. Frédéric juge, par ailleurs, que soutenir la renonciation de son père en sa faveur constituerait un grave manquement à ses devoirs filiaux,,.
Finalement, Guillaume Ier choisit de rester à la tête du royaume et nomme le comte Otto von Bismarck ministre-président de Prusse le 22 septembre. Chef de file des conservateurs, l'homme politique est disposé à gouverner sans majorité parlementaire et même sans budget autorisé. Le roi est donc satisfait de la situation mais son épouse, la libérale reine Augusta, et surtout son fils et sa belle-fille critiquent durement sa décision,. Malgré tout, Bismarck reste à la tête du gouvernement prussien, puis allemand, jusqu'en 1890, et il contribue de manière décisive à l'isolement du Kronprinz et de sa femme.

#### Un isolement croissant

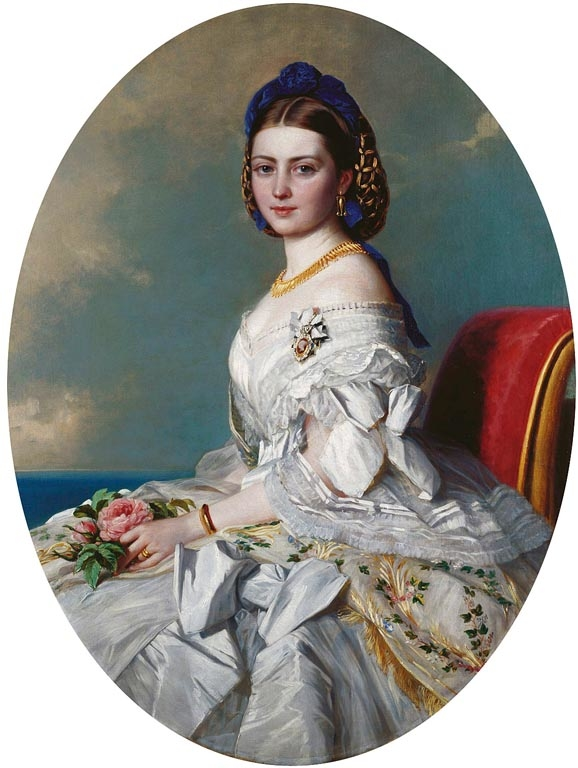
La princesse Victoria en 1863 par Albert Graefle.

Avec le déclenchement du conflit constitutionnel prussien, l'opposition entre libéraux et conservateurs atteint son paroxysme à Berlin. Soupçonnés de soutenir les parlementaires contre Guillaume Ier, le Kronprinz et sa femme sont donc l'objet de nouvelles critiques. Or, en octobre 1862, le couple princier effectue un voyage en Méditerranée à bord du yacht de la reine Victoria. Les conservateurs profitent de cet événement pour accuser l'héritier du trône d'abandonner le souverain dans un moment de grave tension politique. Ils insistent par ailleurs sur le fait que le Kronprinz voyage à bord d'un navire étranger et que le bateau dans lequel il se trouve est accompagné d'un bâtiment de guerre anglais,.
Peu de temps après, l'annonce des fiançailles du prince de Galles avec la princesse Alexandra de Danemark, fille du futur Christian IX et représentante d'un État rival de la Prusse, affaiblit encore davantage la position de Vicky. Pour l'opinion publique allemande, c'est en effet Vicky qui a encouragé la conclusion de cette union entre le Danemark et le Royaume-Uni.
C'est pourtant Frédéric qui soulève le plus de critiques lorsqu'il s'oppose ouvertement à la politique de son père et de Bismarck. Pendant un voyage officiel à Dantzig, l'héritier du trône rejette en effet publiquement une ordonnance émise par le ministre-président le 1er juin 1863 qui permet aux autorités prussiennes d'interdire la parution d'un journal dont le comportement est jugé gênant. Rendu furieux par le discours de son fils, Guillaume Ier l'accuse de lui avoir désobéi. Il menace, par conséquent, de lui retirer ses fonctions dans l'armée et même de l'exclure de la succession au trône. Dans les cercles conservateurs berlinois, on n'envisage pas de punition moins lourde. Ainsi, le prince Charles de Prusse, plus jeune frère du roi, et le général Edwin von Manteuffel estiment que l'attitude de l'héritier du trône mériterait de le juger devant un conseil de guerre,,.

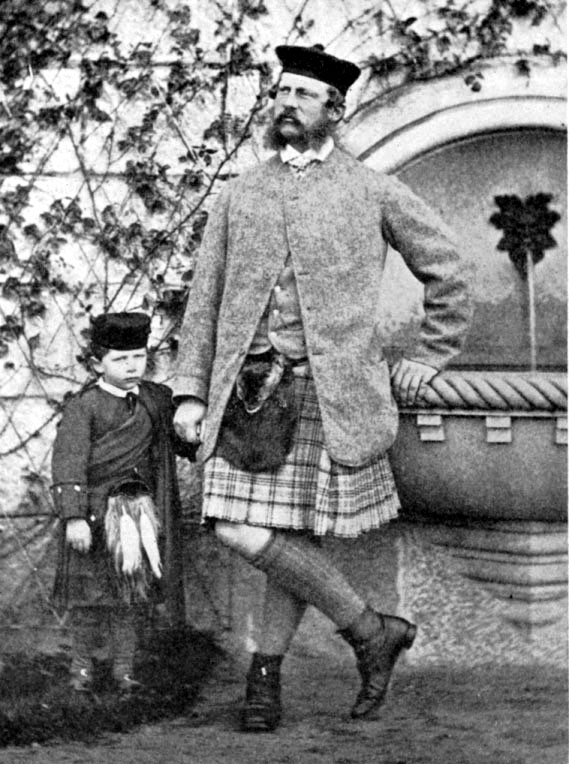
Le Kronprinz avec son fils Guillaume lors d'un voyage à Balmoral en 1863.

Naturellement, Vicky n'échappe pas aux critiques des conservateurs durant cette affaire. Au contraire, nombreux sont ceux qui la soupçonnent d'être à l'origine du discours prononcé par le Kronprinz à Dantzig,.
Violemment critiqués en Allemagne, l'héritier et son épouse sont par contre loués pour leur comportement en Grande-Bretagne. Le Times n'hésite pas à écrire dans ses colonnes : « Il est difficile d'imaginer un rôle plus ardu que celui du Kronprinz et de la Kronprinzessin, qui se retrouvent sans un seul conseiller, entre un monarque obstiné, un cabinet impétueux et une population indignée. »
Mais le soutien du journal britannique est lui-même source de nouvelles difficultés pour le couple. Dans son article, le quotidien publie en effet des détails qui laissent penser que Vicky a révélé à la presse certaines informations confidentielles. Une enquête est donc menée contre elle à Berlin et, sous la pression des autorités, le secrétaire de la princesse, le baron von Stockmar, doit finalement donner sa démission.

#### La guerre des Duchés

Carte de la Confédération germanique. En bleu apparaissent les territoires formant le royaume de Prusse et, en orange, ceux appartenant à l'Autriche. La ligne rouge marque les limites de la Confédération.

Sur la scène internationale, le ministre-président Otto von Bismarck cherche à réaliser l'unité allemande autour de la Prusse. Son objectif final est de briser la Confédération germanique en en chassant l'Autriche et en imposant l'hégémonie prussienne en Allemagne. La première guerre déclenchée par l'homme politique dans le but de mettre en avant son pays est la guerre des Duchés de 1864. Mais, pour l'heure, l'empire des Habsbourg se retrouve aux côtés de la Prusse dans son combat contre le Danemark.
Malgré les liens unissant le prince de Galles à Copenhague, le gouvernement du Royaume-Uni refuse d'intervenir dans le conflit qui oppose la Confédération germanique et le Danemark. L'événement n'en constitue pas moins un moment fort dans la vie de la famille royale anglaise, qui se retrouve profondément divisée par le conflit. D'ailleurs, à Berlin, beaucoup soupçonnent la Kronprinzessin de ne pas se réjouir des succès militaires de la Prusse face au pays de sa belle-sœur Alexandra.

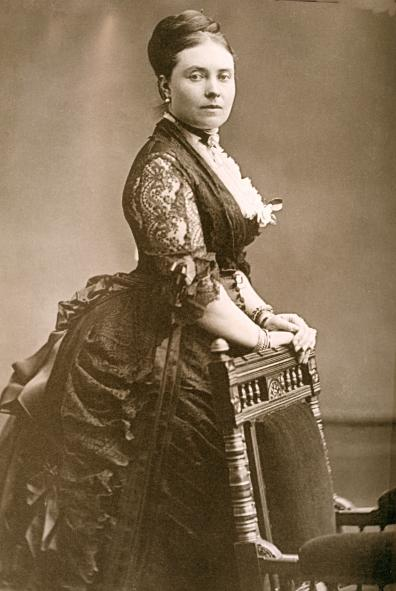
La princesse Victoria.

Pourtant, la réalité est toute autre et Vicky soutient avec force les troupes allemandes. À l'exemple de Florence Nightingale, qu'elle a connue pendant son adolescence et qui a contribué à l'amélioration de l'approvisionnement médical des soldats britanniques durant la guerre de Crimée, la Kronprinzessin s'engage dans le soutien aux soldats blessés. À l'occasion de l'anniversaire du roi Guillaume Ier, la princesse lance, par ailleurs, avec son époux, un fonds social en faveur des familles des soldats tombés ou grièvement blessés.
Pendant les hostilités, Frédéric est engagé dans l'armée prussienne et participe aux combats sous les ordres du feld-maréchal Wrangel. Soldat émérite, l'héritier du trône se distingue d'ailleurs lors de la bataille de Dybbøl, qui marque la défaite des Danois face aux coalisés. Ravie par la victoire allemande, la Kronprinzessin espère que les succès militaires de son époux rejaillissent sur elle et que la population cesse de regretter qu'elle soit l'épouse de l'héritier du trône. Dans une lettre à Frédéric, Vicky se lamente en effet d'être constamment critiquée et considérée comme trop anglaise en Allemagne et trop prussienne en Grande-Bretagne.
Une fois la victoire finale obtenue sur le Danemark, le traité de Vienne du 30 octobre 1864 confie les duchés de Schleswig, de Holstein et de Lauenbourg à une administration commune austro-prussienne. Mais, sans surprise, ce nouveau découpage est bientôt source de conflits entre Vienne et Berlin.

#### La guerre austro-prussienne

La Confédération germanique divisée entre partisans de Berlin et de Vienne. Sur cette carte, la Prusse apparaît en bleu foncé et ses alliés en bleu clair ; l'Autriche est en rouge et ses alliés en rose. Le Schleswig-Holstein est colorié en jaune. Enfin, le vert représente les états neutres durant la guerre austro-prussienne.

De fait, après la guerre des Duchés, l'Allemagne ne connaît qu'une courte période de paix. La convention de Gastein, signée par les deux vainqueurs le 14 août 1865, place l'ancienne province danoise sous condominium austro-prussien et Vienne et Berlin occupent chacune une partie des duchés. Cependant, des différences de vue sur l'administration des provinces ne tardent pas à déclencher un nouveau conflit entre les anciens alliés. Le 9 juin 1866, la Prusse occupe le Holstein, pourtant placé sous mandat autrichien. En représailles, Vienne demande à la diète de Francfort une mobilisation générale des États germaniques contre la Prusse, ce qu'elle obtient le 14 juin.
Considérant cette décision illégale, Berlin proclame la dissolution de la Confédération germanique et envahit la Saxe, le Hanovre et la Hesse-Cassel. Surtout, à la bataille de Sadowa, durant laquelle le Kronprinz joue un rôle décisif, l'Autriche est écrasée et capitule face à son ennemie. Finalement, avec le traité de Prague de 1866, Vienne se retire de l'union allemande. Le Schleswig-Holstein, le Hanovre, la Hesse-Cassel, le duché de Nassau et la ville de Francfort sont annexés par la Prusse.

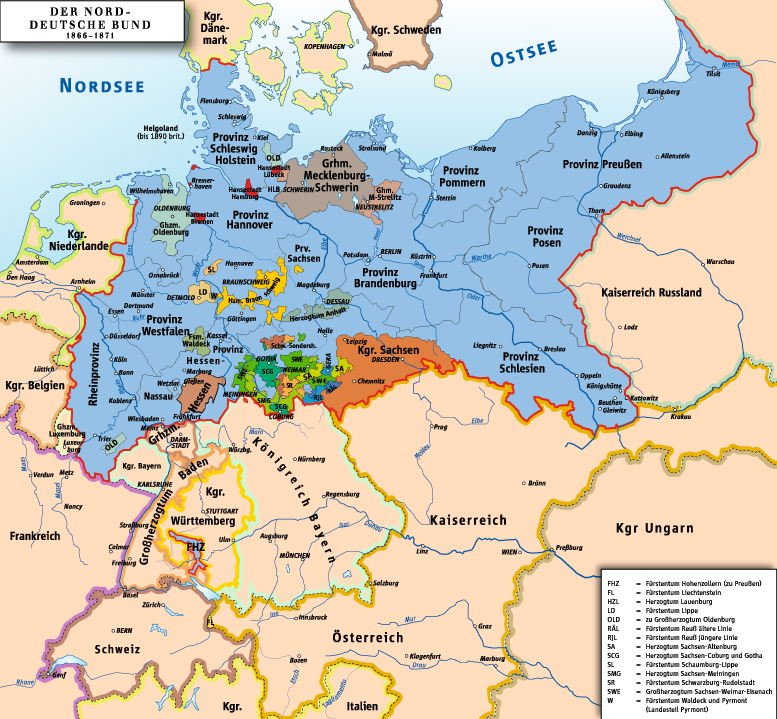
La confédération d'Allemagne du Nord (dont les frontières sont délimitées par une ligne rouge) est dominée par la Prusse (en bleu foncé).

Peu après la victoire prussienne à Sadowa, Bismarck demande au parlement l'octroi de crédits supplémentaires pour l'armée, ce qui soulève une nouvelle polémique parmi les députés libéraux. Malgré tout, le temps n'est pas à l'opposition contre Bismarck. Le Kronprinz salue d'ailleurs la création d'une Confédération de l'Allemagne du Nord unissant la Prusse à quelques principautés germaniques. Il voit en effet dans cet ensemble le premier pas vers l'unité allemande. Pourtant, la Confédération est loin de répondre à ses idéaux libéraux. Certes, son Reichstag est élu démocratiquement mais est loin de posséder les mêmes compétences qu'un parlement (au sens moderne du terme). En outre, les souverains locaux y conservent d'importantes prérogatives et la nouvelle constitution allemande confère de nombreux pouvoirs au chancelier fédéral Otto von Bismarck. Moins enthousiaste que son époux, Vicky voit donc dans la Confédération d'Allemagne du Nord une extension du système politique prussien qu'elle déteste. Malgré tout, la princesse a elle aussi l'espoir que cet État soit temporaire et qu'il aboutisse à la création d'une Allemagne unie et libérale,.

#### Vie de famille

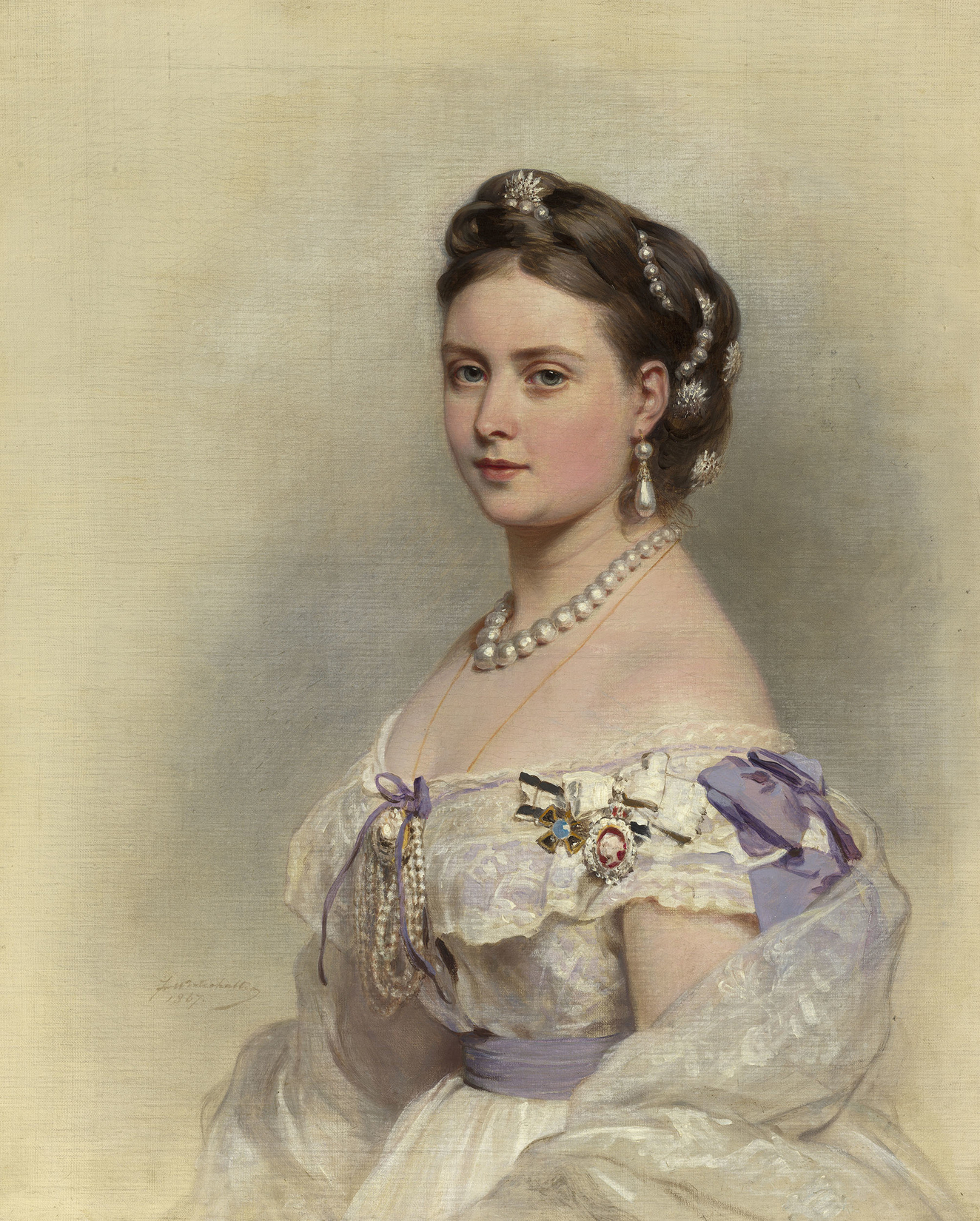
La princesse Victoria en 1867 par Franz Xaver Winterhalter.

Alors que l'Allemagne est divisée par la guerre austro-prussienne, un événement vient frapper Vicky et Frédéric. Sigismond, le quatrième enfant du couple princier, meurt de méningite à l'âge de 21 mois quelques jours avant la bataille de Sadowa. L'événement fragilise la princesse qui ne trouve aucun réconfort chez sa mère ou chez ses beaux-parents. La reine Augusta exige en effet de sa belle-fille qu'elle reprenne rapidement ses obligations officielles au lieu de s'apitoyer sur son sort. Quant à la reine Victoria, qui vit dans le souvenir du prince Albert, elle ne comprend pas les sentiments de sa fille et juge la perte d'un jeune enfant bien moins grave que celle d'un époux.
Une fois la paix rétablie en Allemagne, le Kronprinz est envoyé à plusieurs reprises à l'étranger afin de représenter la cour berlinoise. Durant ces voyages, Vicky n'accompagne que rarement son époux. Toujours désargenté, le couple cherche en effet à limiter ses frais de représentation. Vicky craint par ailleurs de se séparer trop longuement de sa progéniture. De fait, malgré la mort de Sigismond, la famille princière s'agrandit avec l'arrivée de quatre nouveaux enfants entre 1866 et 1872. Et tandis que les aînés du couple (Guillaume, Charlotte et Henri) sont confiés à des gouvernantes, Vicky s'occupe directement de ses cadets (Sigismond, Victoria, Waldemar, Sophie et Marguerite), ce qui soulève une forte opposition de sa mère et de sa belle-mère.
À Berlin, la position de la Kronprinzessin reste délicate et ses relations avec la reine Augusta, dont les idées sont pourtant progressistes, continuent à être tendues. Les gestes les plus anodins de la princesse sont en effet prétextes à de dures critiques de la part de la souveraine. Vicky soulève ainsi l'indignation de sa belle-mère lorsqu'elle se promène en landau plutôt qu'en calèche traditionnelle tirée par deux chevaux. L'opposition entre les deux femmes est alors si forte que la reine Victoria doit intervenir en faveur de sa fille auprès du roi Guillaume Ier.

#### La guerre franco-prussienne

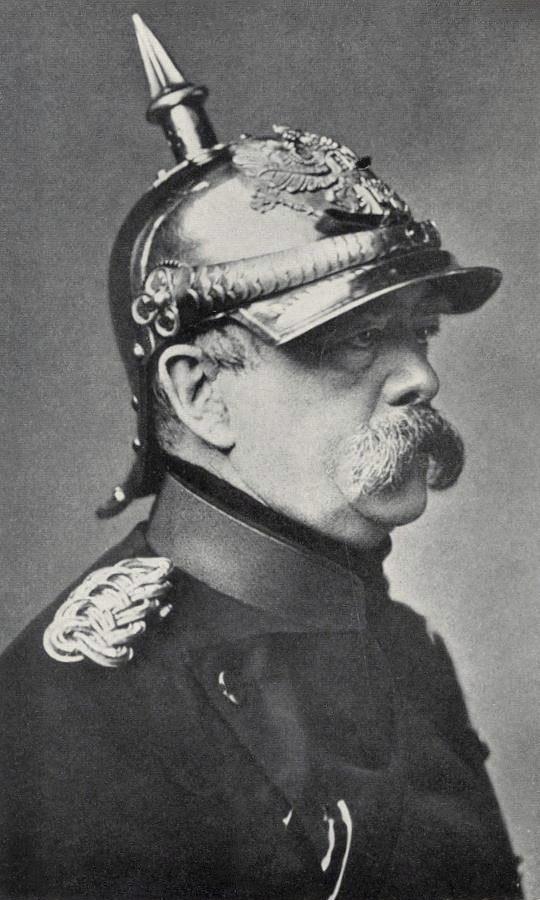
Le chancelier Otto von Bismarck.

Le 19 juillet 1870 éclate la guerre franco-prussienne qui aboutit à l'écrasement de la France du Second Empire. Comme lors des conflits contre le Danemark et l'Autriche, Frédéric participe activement aux combats contre les Français. À la tête de la 3e armée allemande, il joue même un rôle décisif durant les batailles de Frœschwiller-Wœrth et de Wissembourg. Le Kronprinz s'illustre également à Sedan et durant le siège de Paris. Mais, jaloux des succès militaires de l'héritier du trône, Bismarck cherche à écorner son prestige. Le chancelier profite ainsi de l'arrivée tardive de la IIIe armée devant la capitale française pour accuser Frédéric de ménager la France sous les pressions de sa mère et de son épouse. Durant un dîner officiel, l'homme politique accuse ainsi la reine et la Kronprinzessin d'être ardemment francophiles et ces propos sont bientôt repris par la presse.
L'engagement de Vicky en faveur des soldats blessés trouve par contre moins de résonance dans les journaux germaniques. Pourtant, la princesse quitte Berlin pour Hambourg, où elle fait aménager à ses frais un hôpital militaire. Elle visite par ailleurs activement les hôpitaux de Wiesbaden, de Biberach, de Bingen, de Bingerbrück, de Rüdesheim et de Mayence afin d'y rencontrer les blessés. Mais, ce faisant, Vicky s'occupe de tâches normalement dévolues à la reine, ce qui déclenche l'opposition des souverains prussiens. Finalement, Guillaume Ier ordonne à sa belle-fille d'en terminer avec sa « bienfaisance théâtrale » et lui ordonne de regagner Berlin pour y représenter la famille royale.

### Kronprinzessin d'Allemagne

#### La proclamation de l'empire allemand

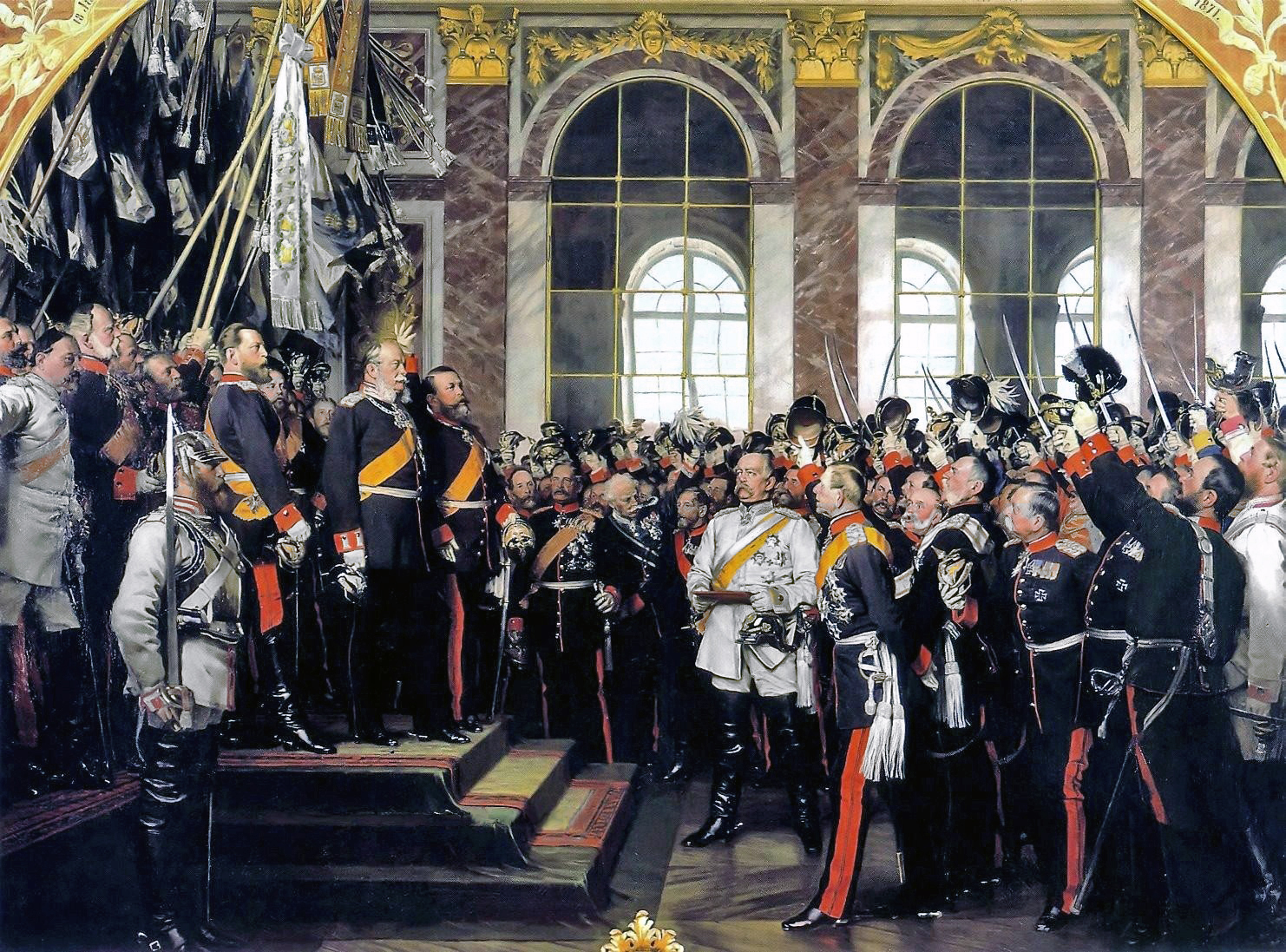
La Proclamation de l'Empire allemand dans la Galerie des Glaces de Versailles par Anton von Werner (1885). Bismarck se trouve au centre, en blanc. Le grand-duc de Bade, gendre de l'empereur, est aux côtés de Guillaume Ier et conduit les acclamations. Le Kronprinz est derrière son père.

Le 18 janvier 1871, jour anniversaire de l'accession des Hohenzollern à la dignité royale en 1701, les princes de la Confédération de l'Allemagne du Nord ainsi que ceux d'Allemagne du Sud (Bavière, Bade, Wurtemberg et Hesse-Darmstadt) proclament Guillaume Ier empereur dans la Galerie des Glaces du château de Versailles. Ils unissent alors symboliquement leurs États à l'intérieur d'un nouvel Empire allemand. Frédéric et Vicky deviennent Kronprinz et Kronprinzessin d'Allemagne tandis qu'Otto von Bismarck est nommé chancelier impérial.
Par la suite, les États catholiques d'Allemagne du Sud, qui n'étaient auparavant liés à la Prusse que par une union douanière, sont officiellement incorporés à l'Allemagne unifiée par les traités de Versailles (26 février 1871) et de Francfort (10 mai 1871).

#### Une princesse éclairée

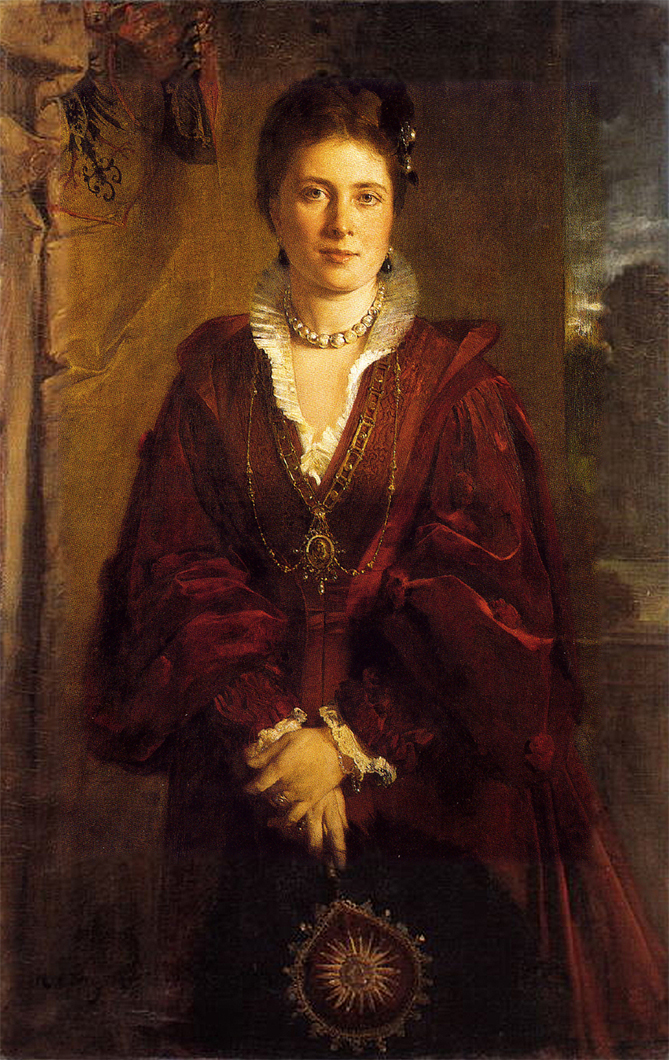
La Kronprinzessin en 1871 par Heinrich von Angeli.

Nommé feld-maréchal du fait de ses succès militaires lors des guerres des années 1860, Frédéric ne reçoit cependant aucun autre commandement après le conflit franco-prussien. De fait, l'empereur Guillaume Ier n'a aucune confiance en son fils et il cherche à l'éloigner des affaires d'État, à cause de ses idées « trop anglaises ». Le Kronprinz est donc nommé curateur des musées royaux, tâche qui soulève un certain enthousiasme chez son épouse. Sur les conseils de son père, Vicky a poursuivi sa formation intellectuelle après être arrivée en Allemagne. Elle lit Goethe, Lessing, Heine et John Stuart Mill et fréquente, avec son époux, les milieux intellectuels. L'écrivain Gustav Freytag fait ainsi partie des intimes du couple princier tandis que Gustav zu Putlitz est nommé quelque temps chambellan du Kronprinz. En dépit de l'indignation que cela soulève chez sa mère, Vicky s'intéresse en outre à la théorie de l'évolution de Darwin et aux idées du géologue britannique Lyell. Désireuse de mieux comprendre les idées socialistes, elle lit aussi Karl Marx et pousse son époux à fréquenter le salon de la comtesse Marie von Schleinitz, connu comme le lieu de rendez-vous de nombreux opposants à Bismarck.
Contrairement à nombre de leurs contemporains, Vicky et Frédéric rejettent l'antisémitisme. Dans une lettre à sa mère, la Kronprinzessin critique ainsi durement le pamphlet de Richard Wagner intitulé Das Judenthum in der Musik (Le Judaïsme dans la musique), qu'elle juge ridicule et injuste. Quant à l'héritier du trône, il n'hésite pas à se montrer dans des synagogues à une époque où des manifestations de haine contre les juifs se produisent en Allemagne, notamment au début des années 1880. Au Palais du Kronprinz et au Nouveau Palais de Potsdam, le couple princier reçoit de nombreux roturiers, parmi lesquels des personnalités juives, ce qui ne manque pas de soulever la réprobation du roi et de la cour. Parmi les hôtes de Frédéric et Vicky se trouvent ainsi le physicien Hermann von Helmholtz, le pathologiste Rudolf Virchow, le philosophe Eduard Zeller et l'historien Hans Delbrück.
Amatrice d'art, Vicky pratique également la peinture et reçoit les cours d'Anton von Werner et d'Heinrich von Angeli. La Kronprinzessin soutient par ailleurs l'éducation en offrant sa protection à l'association fondée par Wilhelm Adolphe Lette en 1866 et qui cherche à améliorer la formation féminine. À partir de 1877, la princesse fonde des lycées pour filles (les « Victoriaschule für Mädchen ») placés sous la direction d'enseignants britanniques. Enfin, elle met en place des écoles d'infirmière (les « Victoriahaus zur Krankenpflege ») basées sur le modèle anglais.

#### Mère d'une famille nombreuse
Depuis sa naissance, le fils aîné de Vicky est handicapé et il a subi de nombreux traitements dans le but de guérir son bras atrophié. Le membre infirme a ainsi été régulièrement plongé dans des « bains bestiaux », c'est-à-dire des entrailles de lièvres tout juste tués et encore chauds,. Guillaume a également subi des thérapies par électrochoc censées réveiller les nerfs unissant son bras à son cou et empêcher ainsi sa tête de pencher vers le côté.

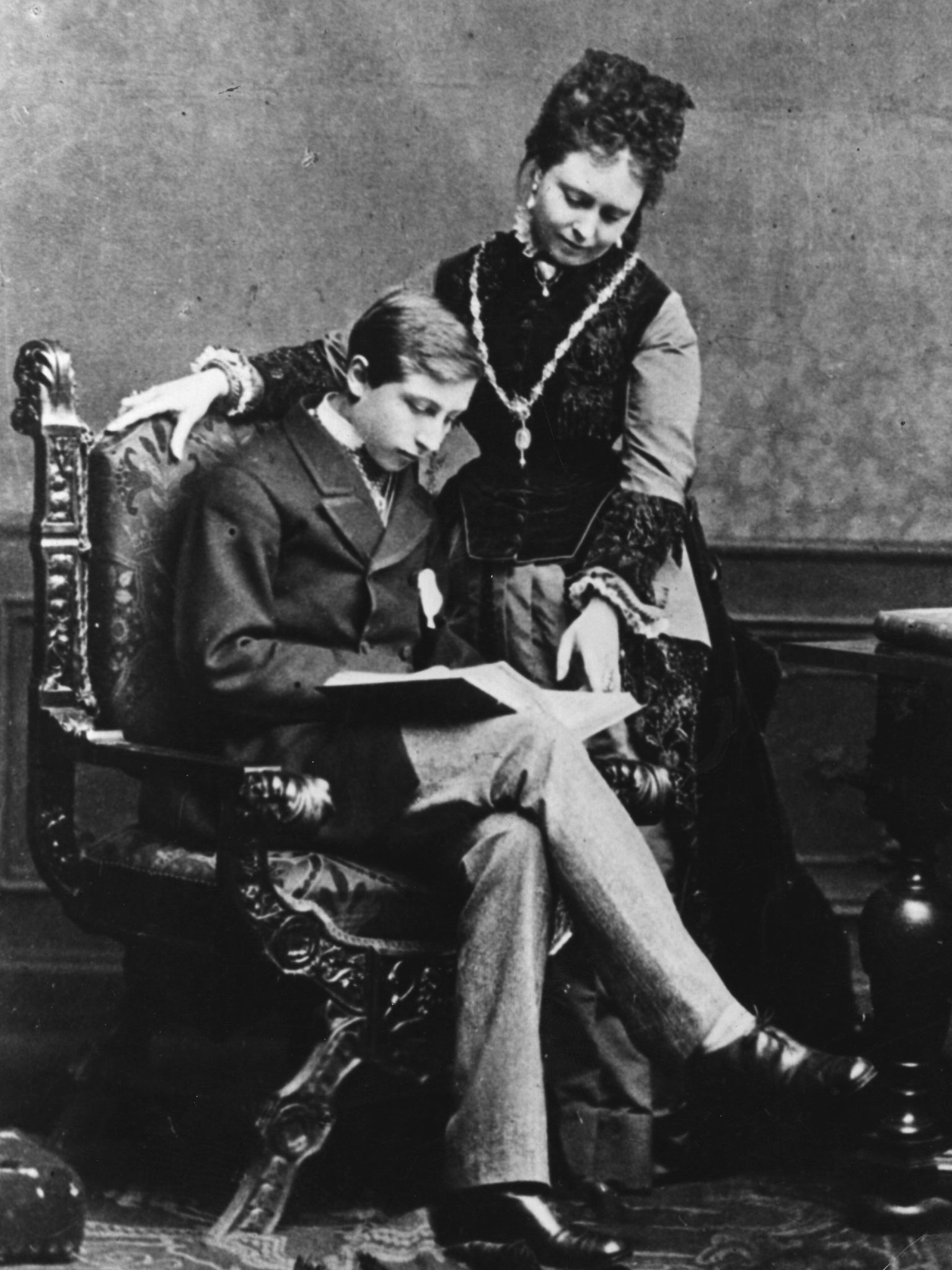
Victoria et le futur Guillaume II dans les années 1870.

Pour Vicky, le handicap de son fils est une source de honte. Ses lettres et son journal intime montrent à quel point elle éprouve de la gêne devant son bras infirme et se sent coupable d'avoir mis au monde un enfant handicapé. À l'occasion d'une visite de ses parents en 1860, la princesse écrit ainsi à propos de son aîné : « C'est vraiment un petit garçon sage, pour son âge - si seulement il n'avait pas ce malheureux bras, j'en serais si fière. »
Selon Sigmund Freud, Vicky aurait été incapable d'accepter l'infirmité de son fils et se serait ainsi éloignée de lui, ce qui aurait eu, plus tard, de graves répercussions sur le comportement de Guillaume II. Cependant, d'autres auteurs, comme l'historien Wolfgang J. Mommsen, insistent sur l'amour de Vicky pour sa progéniture. Comme celui-ci l'a bien montré, la princesse mesure ses enfants à l'aune de l'image idéalisée de son propre père. Elle cherche ainsi à suivre au plus près possible les préceptes éducatifs du prince Albert. En 1863, Vicky et Frédéric acquièrent par exemple le domaine royal de Bornstedt, dans le but d'y faire grandir leurs enfants dans un environnement similaire à celui d'Osborne House. Malgré tout, l'influence de Vicky sur sa progéniture connaît une limite importante. Comme tous les Hohenzollern, ses fils reçoivent très tôt une formation militaire et la Kronprinzessin craint que cette éducation ne les éloigne de ses propres valeurs.

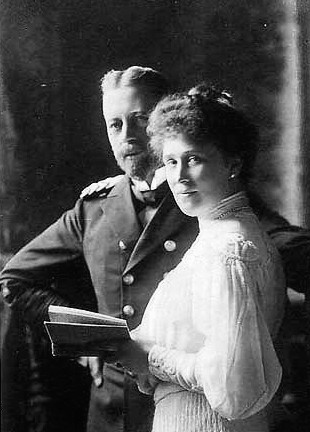
Le prince Henri et son épouse vers 1900.

Désireux d'offrir à leurs enfants la meilleure éducation possible, Vicky et son époux confient leurs fils au brillant mais sévère philologue calviniste Georges Ernest Hinzpeter. Réputé libéral, l’homme est en fait un conservateur convaincu et il soumet Guillaume et Henri à une éducation stricte et puritaine, qui n’est jamais accompagnée de compliment ou d'encouragement. Pour compléter leur formation, les deux garçons intègrent, à l'adolescence, le lycée de Cassel, et cela malgré l’opposition du roi et de la cour. Enfin, Guillaume est inscrit à l’Université de Bonn tandis que son frère cadet, qui ne montre aucune réelle disposition intellectuelle, est envoyé dans la marine à l’âge de 16 ans. Finalement, l’éducation que les deux garçons reçoivent ne leur permet pas de devenir les personnalités ouvertes et libérales que désiraient façonner leurs parents,.
Alors que ses deux fils les plus âgés commencent à prendre leur autonomie, Vicky perd un autre enfant à la fin des années 1870. Le 27 mars 1879, le prince Waldemar meurt en effet de la diphtérie alors qu'il n'a que onze ans. Comme lors du décès de Sigismund, la Kronprinzessin est dévastée, d'autant que sa sœur Alice et une de ses filles ont succombé au même mal quelques mois auparavant. Vicky doit cependant garder ses souffrances pour elle-même car, en dehors de son époux, sa famille ne lui est d'aucun secours.

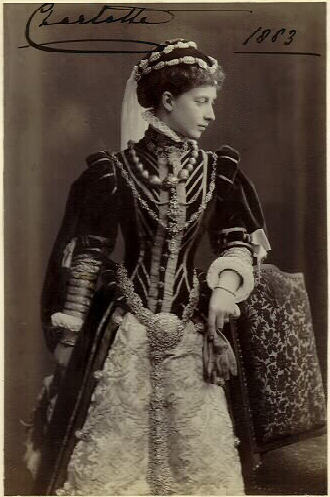
La princesse Charlotte de Prusse, en 1883.

Si les fils de Vicky sont pour elle la source de bien des préoccupations, ses filles lui causent généralement moins de soucis. Charlotte, l'aînée des princesses, fait cependant exception. Petite fille à la croissance lente et à l'éducation difficile, elle est régulièrement sujette aux crises de rage durant son enfance. En grandissant, sa santé se révèle délicate et elle se montre souvent capricieuse ou d'humeur colérique. Aujourd'hui, différents historiens (dont John C. G. Röhl, Martin Warren et David Hunt) émettent l'hypothèse que Charlotte était atteinte de porphyrie, comme son arrière-grand-père maternel le roi George III du Royaume-Uni. Cela expliquerait en effet les problèmes intestinaux et gastriques de la princesse ainsi que ses migraines et ses problèmes de nerfs. Les mêmes historiens pensent d'ailleurs que les maux de tête et les éruptions cutanées que Vicky soignait en prenant de la morphine avaient également pour origine la porphyrie, mais dans une version plus douce que celle dont souffrait Charlotte.

#### Des projets matrimoniaux sources de conflits
À mesure que ses enfants grandissent, Vicky échafaude des projets matrimoniaux visant à leur trouver le meilleur parti possible. En 1878, Charlotte épouse ainsi l’héritier du trône de Saxe-Meiningen, ce qui ravit la cour berlinoise. Mais, trois ans plus tard, le projet de Vicky de marier son fils aîné à la princesse Augusta-Victoria de Schleswig-Holstein-Sonderbourg-Augustenbourg soulève l’indignation des cercles conservateurs allemands. Le chancelier Bismarck reproche en effet à la princesse d’appartenir à la famille que la Prusse a dépossédée en annexant les duchés de Schleswig et de Holstein en 1864. Quant aux Hohenzollern, ils considèrent qu’Augusta-Victoria est indigne d’épouser l’héritier du trône de Prusse car sa famille manque de prestige. Après plusieurs mois de pourparlers, la Kronprinzessin parvient pourtant à ses fins mais elle est bientôt déçue de constater qu’Augusta-Victoria n’est pas la personnalité libérale qu’elle espérait,.

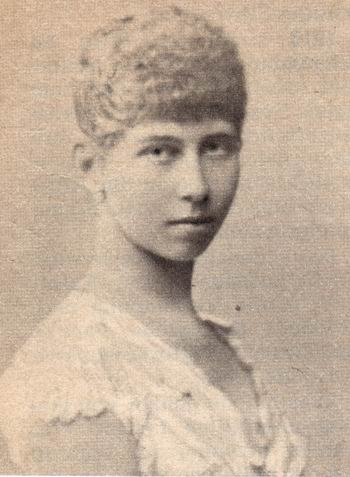
La princesse Victoria de Prusse, deuxième fille de Vicky.

Vicky n’a pas autant de chance avec ses projets matrimoniaux concernant sa fille Victoria. Au début des années 1880, cette dernière tombe amoureuse du prince Alexandre Ier de Bulgarie et la Kronprinzessin tente d’obtenir l’autorisation du Kaiser Guillaume Ier de voir réaliser leur union. Or, malgré son titre prestigieux, le jeune homme est issu d’un mariage morganatique, ce qui le place dans une position d’infériorité vis-à-vis de l’orgueilleuse maison de Hohenzollern. Surtout, la politique qu’Alexandre Ier mène dans sa principauté balkanique déplaît fortement à la Russie, alliée traditionnelle de la Prusse. Bismarck craint donc qu’un mariage entre une princesse allemande et l’ennemi du tsar Alexandre II de Russie ne porte un coup au Traité des trois empereurs, autrement dit à l’alliance austro-germano-russe. Le chancelier obtient donc du Kaiser qu’il s’oppose à l’union des deux jeunes gens, au grand dam de Vicky et Frédéric.
Ce nouveau conflit entre l’empereur et le prince héritier aboutit à l’éloignement de ce dernier et à son remplacement par le prince Guillaume lors des grands événements publics. À plusieurs reprises, le petit-fils du Kaiser est ainsi envoyé à la place de son père représenter la cour berlinoise à l’étranger,.

### Impératrice allemande

#### L'agonie de Guillaume Ieret la maladie de Frédéric

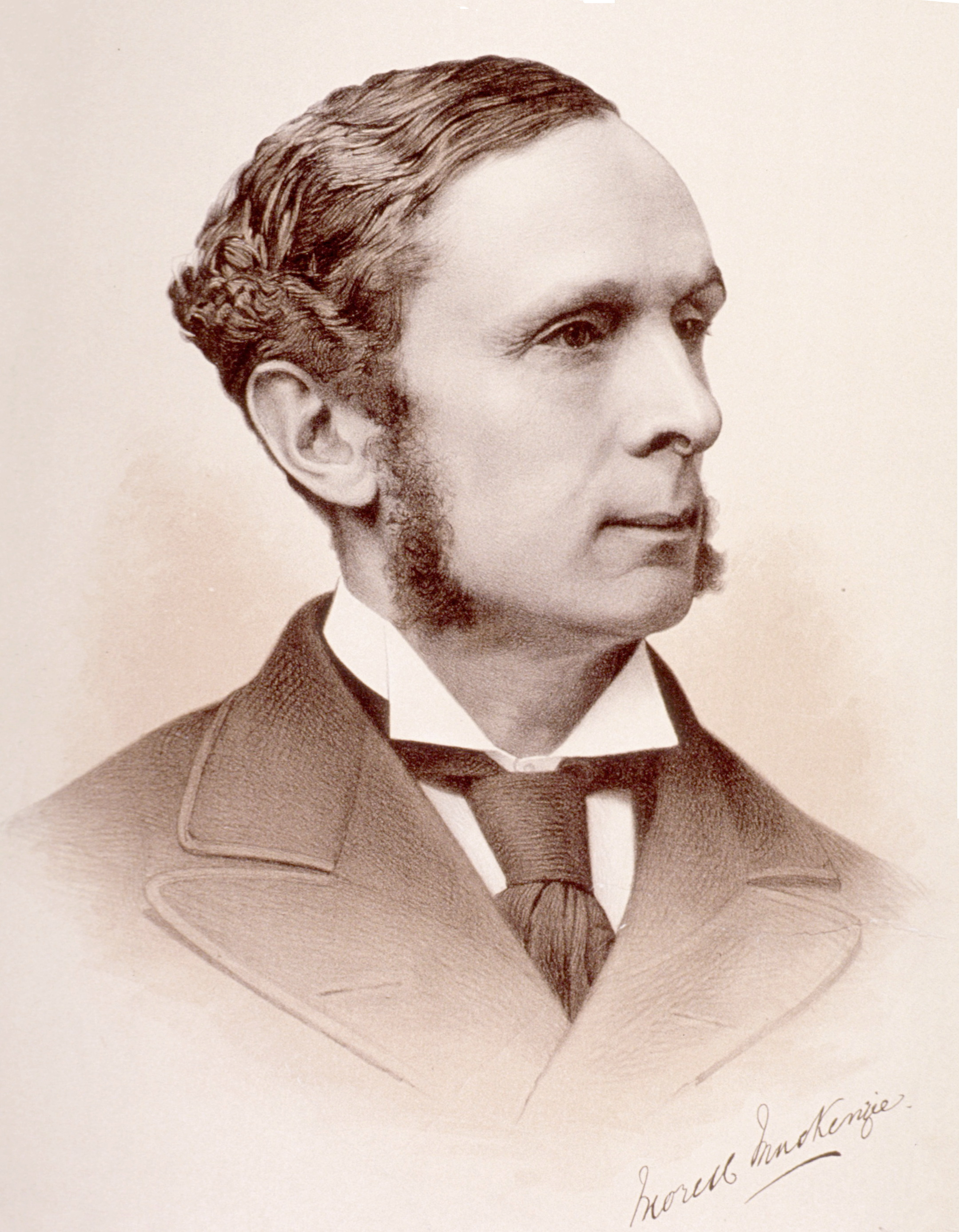
Le docteur Morell Mackenzie.

En 1887, Guillaume Ier fête ses quatre-vingt-dix ans mais sa santé décline rapidement, ce qui laisse présager l'imminence de la succession au trône. Cependant, le Kronprinz tombe lui aussi malade. De plus en plus enroué, ses médecins lui diagnostiquent un cancer du larynx. Afin de confirmer leurs suspicions, Frédéric rencontre le laryngologue britannique Morell Mackenzie, qui lui prélève des tissus dont l'analyse ne révèle finalement aucun cancer,.
Avec l'accord de ses médecins, Frédéric se rend avec Vicky au Royaume-Uni pour le jubilé d'or de la reine Victoria, en juin 1887. À l'occasion de ce voyage, le couple princier ramène au château de Windsor trois pleines caisses de documents personnels qu'il souhaite soustraire aux yeux des Hohenzollern et de Bismarck,. Toujours désireux de compromettre l'héritier du trône, le chancelier impérial poursuit en effet ses intrigues contre Vicky. Avec l'aide du chambellan Hugo von Radolinski et du peintre Götz de Seckendorff, il a ainsi tenté de dresser un ultime rapport contre la princesse,.

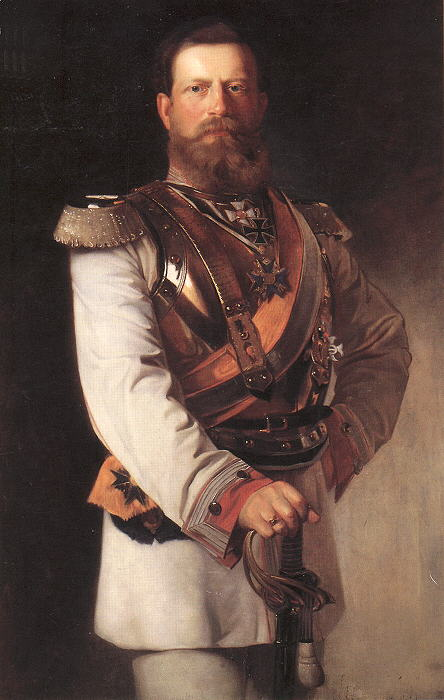
Le Kronprinz Frédéric par Heinrich von Angeli (1874).

L'état de santé du Kronprinz ne s'améliorant pas, Mackenzie lui conseille de se rendre en Italie afin d'y suivre une cure. Frédéric et Vicky partent donc pour San Remo en septembre 1887 mais leur voyage scandalise la cour berlinoise, qui assiste au même moment au dépérissement du Kaiser Guillaume. Au début du mois de novembre, le Kronprinz perd totalement l'usage de la parole et Vicky rappelle les médecins allemands au chevet de son époux. Ceux-ci diagnostiquent alors une tumeur maligne et recommandent au prince de subir une ablation du larynx, ce que Frédéric refuse. Peu de temps après, le prince Guillaume arrive à son tour à San Remo, provoquant ainsi une grave dispute avec sa mère, qui le soupçonne de se réjouir de la maladie du Kronprinz,.
À Berlin, l'agonie de Guillaume Ier se prolonge sur plusieurs mois et ce n'est que le 9 mars 1888 que le premier Kaiser allemand trouve la mort. Toujours présent à San Remo et désormais muet, son fils lui succède à la tête de la Prusse et de l'Allemagne sous le nom de Frédéric III.

#### L'impératrice des 99 jours

L'Empire allemand est dominé par le royaume de Prusse.

À peine devenu empereur, Frédéric III décore son épouse de l'ordre de l'Aigle noir, la plus haute distinction prussienne. Mais, après son retour à Berlin, la nouvelle impératrice ne tarde pas à comprendre qu'elle et son mari sont regardés « comme des ombres qui seront bientôt remplacées dans la réalité par Guillaume ».
Gravement malade, Frédéric III limite ses actions politiques à quelques mesures symboliques : il déclare ainsi l'amnistie pour tous les prisonniers politiques et limoge le ministre de l'Intérieur réactionnaire Robert von Puttkamer. Il distingue par ailleurs les personnalités qui l'ont soutenu et conseillé alors qu'il était Kronprinz et décore de l'Aigle noir le ministre de la Justice Heinrich von Friedberg et le président du Parlement de Francfort Eduard von Simson.
Quant à Vicky, elle tente de profiter de son nouveau statut d'impératrice pour favoriser le mariage de sa fille Victoria avec le prince Alexandre Ier de Bulgarie (déposé depuis 1886). Mais, devant les difficultés que soulève le projet, elle doit cependant y renoncer définitivement sur les conseils de sa mère.

#### La mort de Frédéric et ses conséquences
Frédéric meurt finalement le 15 juin 1888, vers 11 heures du matin. À peine le décès du souverain annoncé, son fils et successeur, le Kaiser Guillaume II, fait occuper la résidence impériale par des soldats. Les appartements de Frédéric et Vicky sont alors scrupuleusement fouillés afin d'y trouver des documents compromettants. Cependant, les recherches n'aboutissent à rien puisque le couple a transféré sa correspondance au château de Windsor l'année précédente. Plusieurs années plus tard, Guillaume II affirmera que le but de ces investigations était de retrouver des dossiers d'État. Mais, aujourd'hui, nombre d'historiens (comme Hannah Pakula ou Franz Herre) estiment que le nouveau souverain souhaitait plutôt récupérer des papiers de ses parents le menaçant dans sa réputation,.

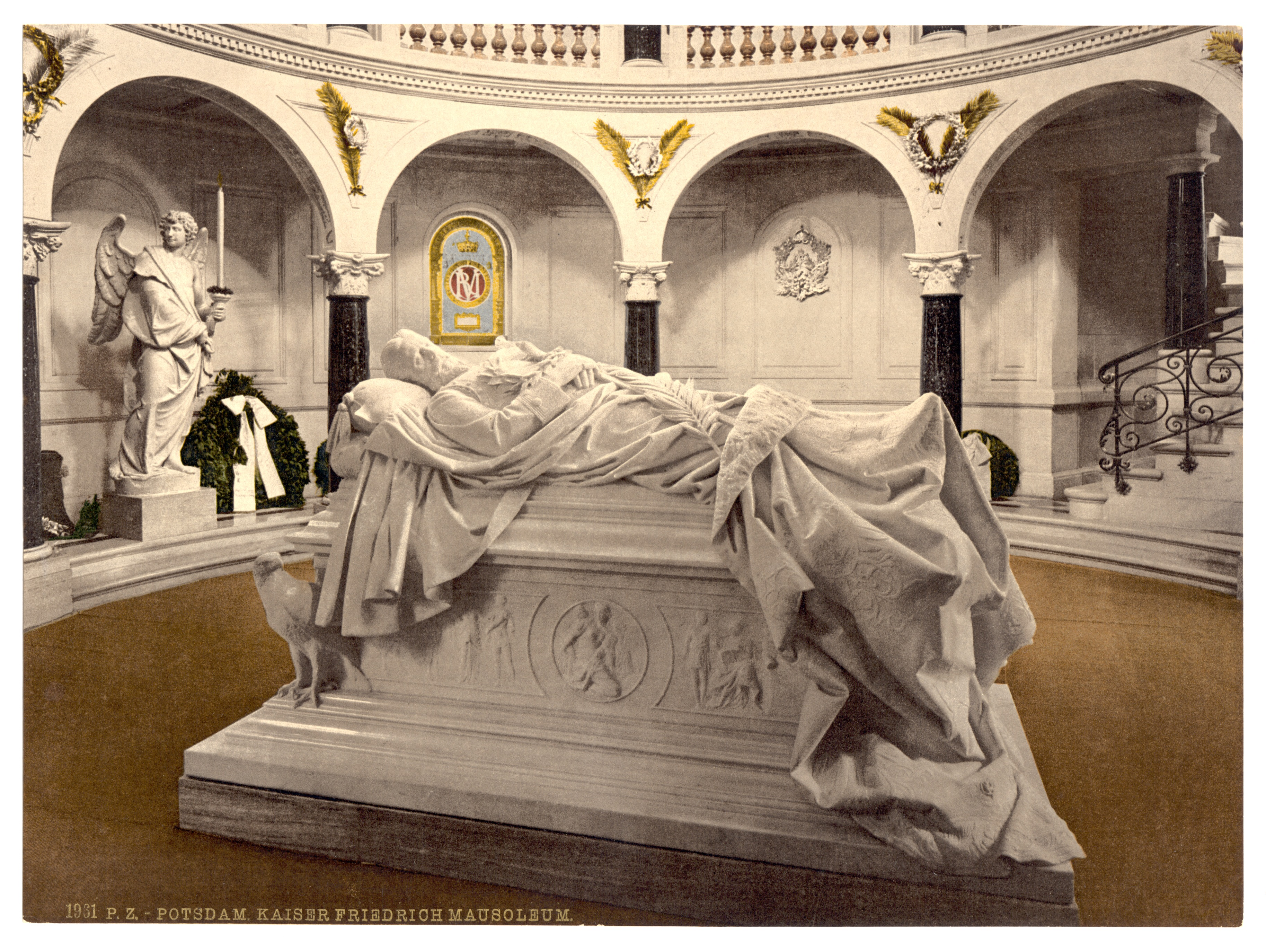
Tombeau de Frédéric III au Kaiser-Friedrich-Mausoleum de Potsdam.

Les funérailles de Frédéric III se déroulent quelques jours plus tard à Potsdam sans donner lieu à d'importantes manifestations publiques. Vicky, désormais impératrice douairière, n'est pas présente à la cérémonie officielle qui se déroule à la Friedenskirche de Sanssouci mais assiste à une messe à la mémoire de son époux sur le domaine royal de Bornstedt.
Dans les semaines qui suivent, Guillaume II fait purger les institutions allemandes de tous les proches de Frédéric et Vicky. La demeure du juriste Franz von Roggenbach est fouillée tandis que la veuve d'Ernest von Stockmar, l'ancien secrétaire particulier de Vicky, est interrogée par la police. Friedrich Heinrich Geffcken, longtemps conseiller de Frédéric, est jugé pour haute trahison après qu'il a publié des extraits du journal de l'empereur défunt. Enfin, Heinrich von Friedberg est limogé de son poste de ministre de la Justice,.

### Impératrice douairière

#### À la recherche d'une nouvelle résidence

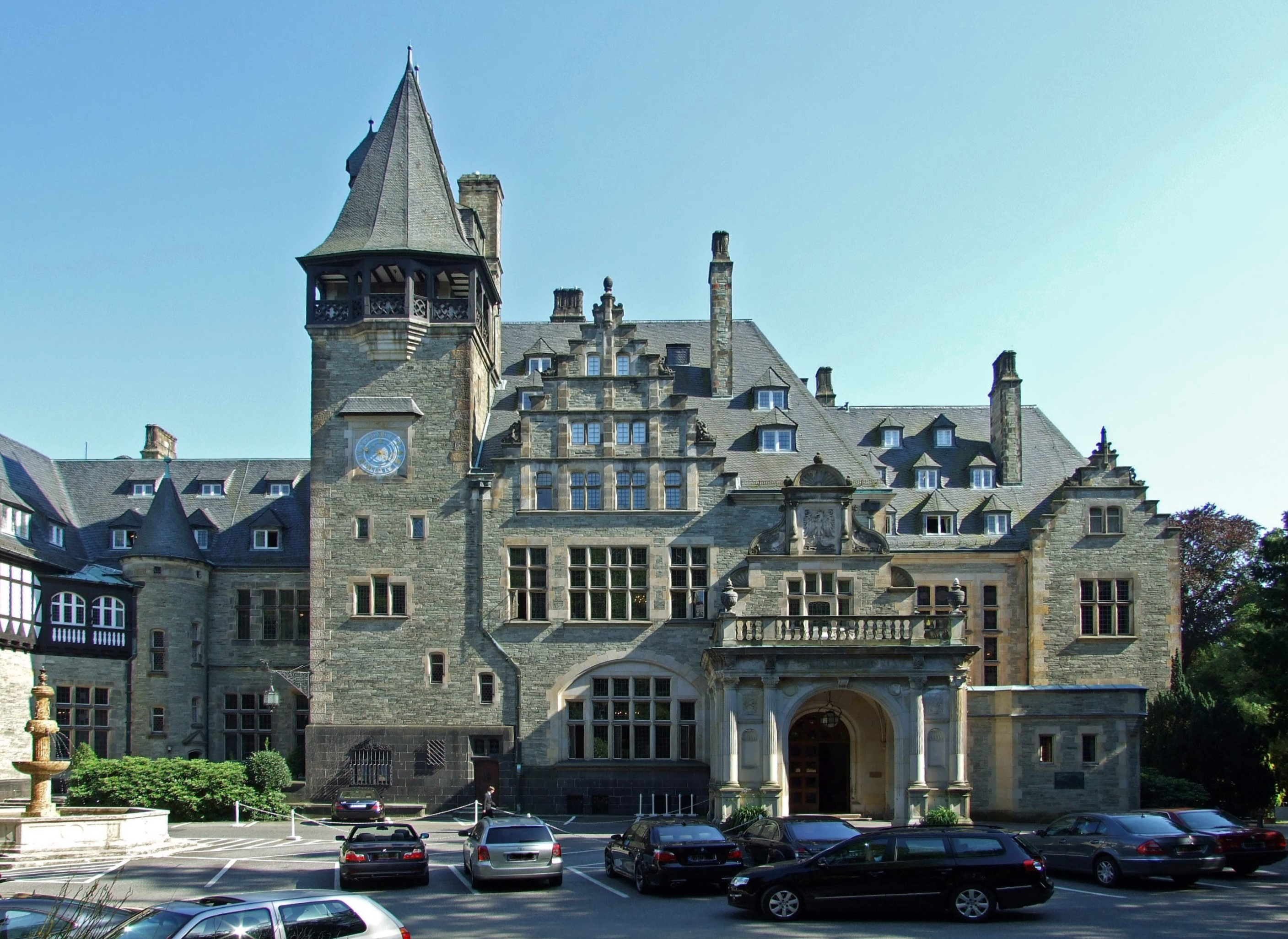
Le Schloss Friedrichshof, aujourd'hui château-hôtel de Kronberg.

Une fois devenue veuve, Vicky doit quitter le Nouveau Palais de Potsdam, car l'empereur Guillaume II souhaite y établir sa propre résidence. Ne pouvant s'installer à Sanssouci, Vicky se met à la recherche d'une nouvelle demeure et finit par acquérir un domaine à Kronberg im Taunus, dans l'ancien Électorat de Hesse-Cassel. Elle s'y fait construire un château, qu'elle nomme Friedrichshof en l'honneur de son époux. Ayant hérité de plusieurs millions de marks à la mort de la richissime duchesse de Galliera, l'impératrice parvient à financer seule la construction et l'aménagement de la demeure. Une fois les travaux terminés en 1894, l'impératrice passe la plus grande partie de l'année dans le château avec ses filles cadettes et ne le quitte qu'à l'occasion de voyages à l'étranger. Au grand regret du Kaiser, qui préférerait la voir quitter l'Allemagne, Vicky se constitue sa propre cour et ses liens avec les cercles libéraux restent très étroits.

#### Une impératrice de plus en plus solitaire

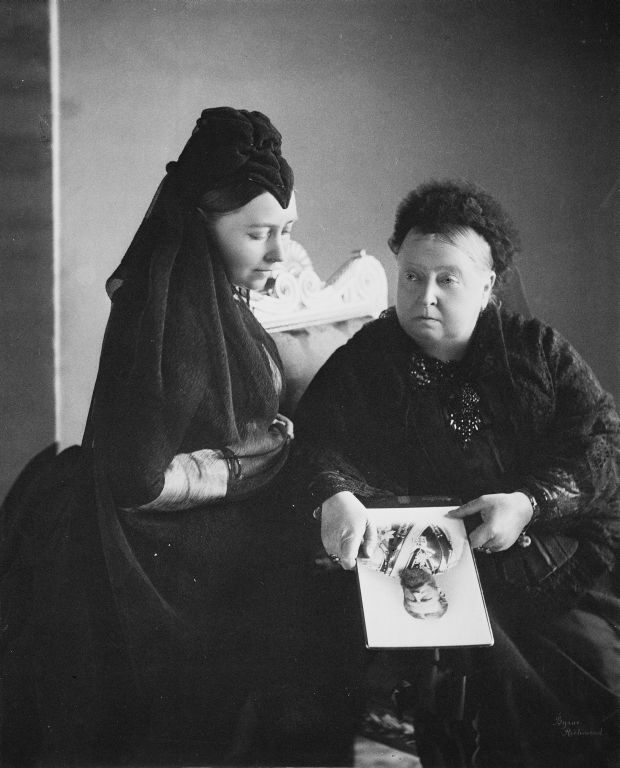
Victoria et sa mère en 1889.

En octobre 1889, l'avant-dernière fille de Vicky, la princesse Sophie, épouse le futur Constantin Ier de Grèce et quitte la résidence maternelle. L'année suivante, la princesse Victoria, infortunée fiancée du souverain de Bulgarie, épouse Adolphe de Schaumbourg-Lippe, futur régent de la Principauté de Lippe. Enfin, en 1893, la princesse Marguerite se marie au landgrave Frédéric-Charles de Hesse-Cassel, éphémère roi de Finlande en 1918. Bien que satisfaite de ces mariages prestigieux, l'impératrice se sent de plus en plus isolée après le départ de ses filles.

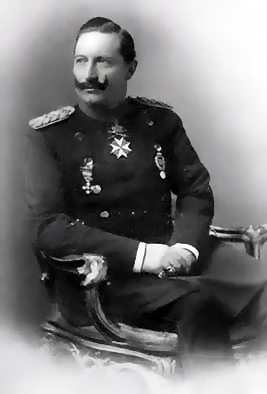
Le Kaiser Guillaume II vers 1890.

De fait, Vicky reste écartée de toute vie publique par le Kaiser Guillaume. Lorsque sa belle-mère, l'impératrice douairière Augusta, meurt en 1890, Vicky espère pouvoir prendre sa succession à la tête de la Croix-Rouge allemande et des autres associations charitables qu'elle patronnait. C'est pourtant sa belle-fille, l'impératrice Augusta-Victoria, qui est nommé à sa suite et Vicky en nourrit une profonde amertume.
Vicky n'hésite pas à critiquer durement la politique et le comportement de son fils. Ainsi, lorsque celui-ci écrit, sur le livre d'or de la ville de Munich, les mots « Suprema lex regis voluntas » (« La volonté du roi est la loi la plus haute »), l'impératrice douairière écrit, outrée, à sa mère :

« Le tsar, un pape infaillible, un Bourbon ou notre pauvre Charles Ier pourraient avoir prononcé une telle phrase, mais un monarque du XIXe siècle ! Mon Dieu, penser [...] que le fils de Fritz et le petit-fils de mon cher papa a pris une telle direction et a aussi mal compris les principes avec lesquels il est encore possible de gouverner ! »

Le Chancelier von Bulöw, dans ses Mémoires, relate un incident dans lequel il affronte l'impératrice douairière qui protestait violemment contre la concurrence injuste que l'industrie allemande faisait subir à l'industrie britannique ; il en concluait que celle-ci était restée totalement britannique malgré tous les liens familiaux qu'elle avait tissés avec sa belle-famille.

#### Dernières années
Vicky consacre une partie de ses dernières années à la peinture et fréquente la colonie d'artistes établie à Kronberg, retrouvant par exemple régulièrement le peintre Norbert Schrödl (de). Ses journées sont ponctuées par une promenade à cheval matinale, de longues heures à écrire sa correspondance et à lire à la bibliothèque de son château.
À la fin de l'année 1898, les médecins diagnostiquent à l'impératrice un cancer du sein et la maladie ne tarde pas à l'obliger à rester de plus en plus longtemps alitée. Le 23 février 1901, elle confie à Frédérick Ponsonby, le secrétaire privé de son frère Édouard VII, ses papiers personnels et le charge de les ramener en Angleterre. L'impératrice douairière décède le 5 août 1901, quelques mois seulement après sa mère, la reine Victoria.
Elle est enterrée aux côtés de son époux, à la Friedenskirche du domaine de Sanssouci.

## Dans la culture populaire

### Géographie
- Le mont Victoria (Mount Victoria), dans la baie Jervis, en Colombie-Britannique, au Canada, a été nommé ainsi en l'honneur de la princesse royale[128],[129].
- Le Princess Royal Reach est un fjord de la baie Jervis également nommé d'après Victoria en 1860[129].

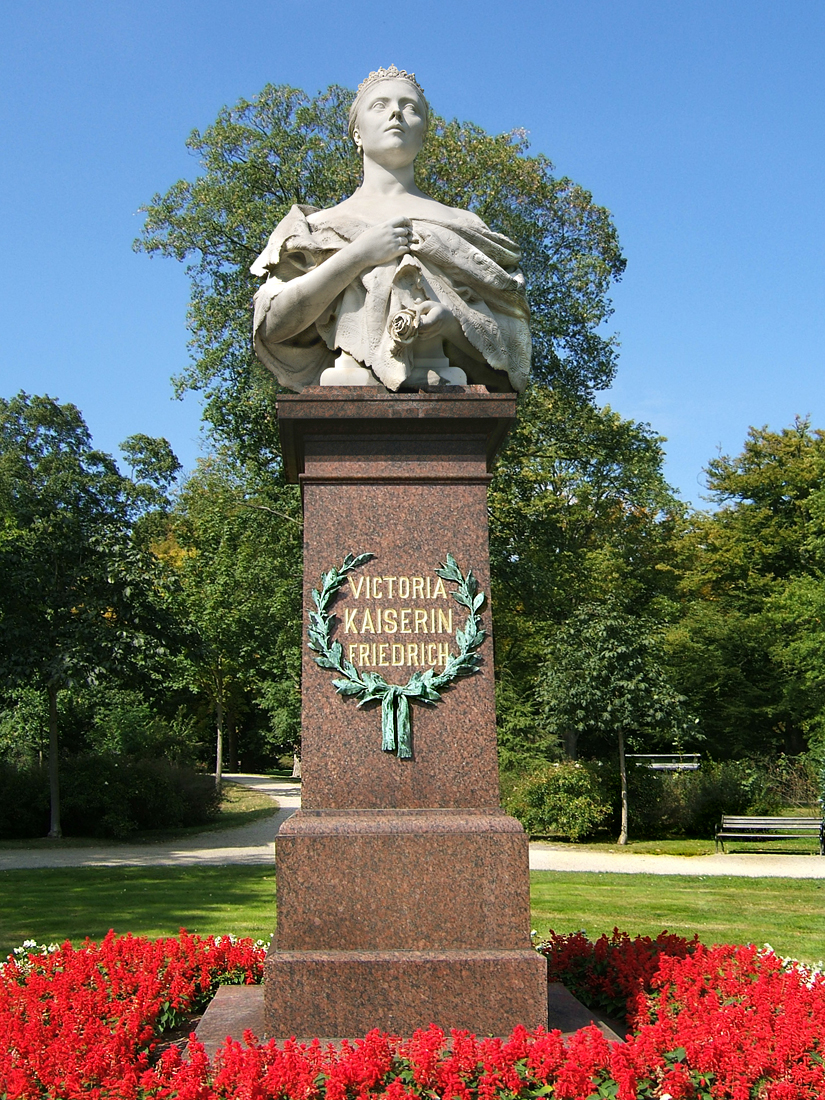
Buste de l'impératrice par Joseph Uphues, à Bad Homburg vor der Höhe.

### Monument
Le lycée Impératrice-Frédéric est un lycée de Bad Homburg vor der Höhe, en Hesse, nommé d'après l'impératrice Victoria.

### Locomotive
La Princess Victoria est une locomotive de classe GWR 3031 construite par la Great Western Railway.

### Horticulture
- L’Empress Frederick est une variété de bégonia double, aux pétales plats et roses disposés autour d'un centre unique[132].
- La Kronprinzessin Viktoria est une rose de type Bourbon créée en 1888 par le rosiériste Vollert[133].
- La Kaiserin Friedrich est une variété de rose noisette créée en 1889 par Drögeüller[134].

### Cinéma
- Le rôle de Vicky est interprété par l'actrice Fanny Cogan dans le film muet américain The Great Victory, Wilson or the Kaiser? The Fall of the Hohenzollerns de 1919[135].
- Il est interprété par Ruth Hellberg dans le film allemand Bismarck de 1940.
- Il est joué par Pamela Standish dans le film britannique The Prime Minister de 1941[136].
- Il est interprété par Hildegard Grethe dans le film allemand Die Entlassung de 1942[137].
- Il est joué par Dorothea Wieck (la « Kurfürstin ») dans le film allemand Andreas Schlüter de 1942[138].
- Il est interprété par Anja Schüte dans le film britannique State of Wonder de 1984[139].

### Télévision
- Le rôle de Victoria est joué par l'actrice Anne-Marie Düringer dans la série allemande Friedrich III. …gestorben als Kaiser de 1970[140].
- Il est interprété par Gemma Jones dans la mini-série britannique Fall of Eagles de 1974[141].
- Il est joué par Felicity Kendal, Madeleine Cannon et Samantha Gates dans la mini-série britannique Edward the King de 1975[142].
- Il est interprété par Robin Eisenman dans l'épisode « Buffalo Bill & Annie Oakley Play the Palace » de la série américaine Voyagers! de 1982[143].
- Il est joué par Wendy Hiller dans la série Lord Mountbatten: The Last Viceroy de la série d'anthologie américano-britannique Masterpiece Theatre de 1986[144].
- Il est interprété par Catherine Punch dans la télésuite allemande en trois parties Bismarck de 1990[145].
- Il est joué par Zizi Vaigncourt-Strallen (en) dans la télésuite américano-britannique Victoria and Albert de 2001[146].

## Titulature et honneurs

Étendard de Victoria en tant qu'impératrice allemande.

### Titulature
- 21 novembre 1840 - 19 janvier 1841 : Son Altesse Royale la princesse Victoria.
- 19 janvier 1841 - 25 janvier 1858 : Son Altesse Royale la princesse royale.
- 25 janvier 1858 - 2 janvier 1861 : Son Altesse Royale la princesse Victoria de Prusse.
- 2 janvier 1861 - 18 janvier 1871 : Son Altesse Royale la princesse héritière de Prusse.
- 18 janvier 1871 - 9 mars 1888 : Son Altesse Impériale et Royale la princesse héritière d'Allemagne et de Prusse.
- 9 mars 1888 - 15 juin 1888 : Sa Majesté Impériale et Royale l'impératrice allemande, reine de Prusse.
- 15 juin 1888 - 5 août 1901 : Sa Majesté Impériale et Royale l'impératrice douairière allemande, reine douairière de Prusse.

### Honneurs
- Dame de première classe de l'ordre royal de Victoria et Albert (Royaume-Uni)[147].
- Dame de l'ordre de la Reine Marie-Louise (Espagne, 20 janvier 1878)[148].
- Dame de l'ordre de la Couronne d'Inde (Empire britannique, 31 décembre 1877)[149].
- Dame de l'ordre du Lion d'or (Grand-duché de Hesse, 24 mai 1888)[150].

### Mémoires de Victoria
- (en) Empress Consort Victoria, The Empress Frederick : A Memoir (1913), Kessinger Publishing, 2009 (ISBN 1104387956).

### Correspondance de Victoria et de sa famille
- (en) Crown Princess Frederick, Dearest Mama : Letters Between Queen Victoria and the Crown Princess of Prussia, 1861-1864, Londres, Evans Brothers, 1968 (ISBN 0237444100).
- (en) Crown Princess Frederick, Beloved Mama : Private Correspondence of Queen Victoria and the German Crown Princess, 1878-1885, Londres, Evans Brothers, 1981 (ISBN 0237449978).
- (en) Empress Frederick, Letters of the Empress Frederick, Londres, Macmillan And Co, 1928 (lire en ligne).
- (en) Empress Victoria, The Empress Frederick Writes to Sophie, Her Daughter, Crown Princess and Later Queen of the Hellenes : Letters 1889-1901, Londres, Faber, 1955 (lire en ligne).
- (en) Queen Victoria of Great-Britain, Dearest Child : Letters Between Queen Victoria and the Princess Royal, 1858-1861, Londres, Evans Brothers, 1977 (ISBN 0237447819).
- (en) Queen Victoria of Great-Britain, Beloved & Darling Child : Last Letters Between Queen Victoria & Her Eldest Daughter, 1886-1901, Sutton Publishing Ltd, 1998 (ISBN 075091825X).

### Sur Victoria
- (de) Karin Feuerstein-Praßer, Die deutschen Kaiserinnen. 1871–1918, Munich, Piper Verlag, 2005 (ISBN 3-492-23641-3).
- (de) Franz Herre, Kaiserin Friedrich : Eine Engländerin in Deutschland, Stuttgart, Hohenheim Verlag, 2006 (ISBN 3-89850-142-6).
- (de) Friedrich Ludwig Müller, Vicky. Aus dem Leben der Victoria von Preußen : Kaiserin für 99 Tage, Bonn, Deutsche Stiftung Denkmalschutz, 2005 (ISBN 3-936942-64-1).
- (de) Hannah Pakula, Victoria : Tochter Queen Victorias, Gemahlin des preußischen Kronprinzen, Mutter Wilhelm II, Munich, Marion von Schröder-Verlag, 1999 (ISBN 3-547-77360-1).
- (en) Hannah Pakula, Uncommon Woman: The Life Of Princess Vicky : The Empress Frederick, Phoenix, New Ed edition, 2002 (ISBN 1842126237).
- (en) Princess Catherine Radziwill, The Empress Frederick, Kessinger Publishing, 2007 (ISBN 1432565818).
- (de) Andrew Sinclair, Victoria : Kaiserin für 99 Tage, Bergisch Gladbach, Gustav Lübbe Verlag, 1987 (ISBN 3-404-61086-5).
- (de) Johannes Paulmann (de), « Victoria », dans Neue Deutsche Biographie (NDB), vol. 26, Berlin, Duncker & Humblot, pas encore publié, p. 809 (noch nicht online verfügbar).

### Sur Victoria et sa famille
- (fr) Catherine Clay, Le roi, l'empereur et le tsar : Les trois cousins qui ont entraîné le monde dans la guerre, Librairie Académique Perrin, traduction française, 2008 (ISBN 2262028559).
- (fr) Christopher Dobson (dir.), Chronique de l'Angleterre, Édition Chronique, traduction française, 1998 (ISBN 2905969709).
- (en) Patricia Kollander, Frederick III : Germany’s Liberal Emperor, Westport, Greenwood Press, 1995 (ISBN 0-313-29483-6).
- (de) Wolfgang J. Mommsen, War der Kaiser an allem schuld : Wilhelm II. und die preußisch-deutschen Machteliten, Berlin, Ullstein Verlag, 2005 (ISBN 3-548-36765-8).
- (de) Wilfried Rogasch (de) (dir.), Victoria & Albert, Vicky & The Kaiser : ein Kapitel deutsch-englischer Familiengeschichte, Ostfildern-Ruit, Hatje Verlag, 1997 (ISBN 3-86102-091-2).
- (de) John C. G. Röhl, Kaiser, Hof und Staat : Wilhelm II. und die deutsche Politik, Munich, 1988.
- (en) John C. G. Röhl, Martin Warren et David Hunt, Purple Secret, Londres, Bantam Press, 1999 (ISBN 0-552-14550-5).
- (de) Kurt Tetzeli von Rosador et Arndt Mersmann (dir.), Queen Victoria : Ein biographisches Lesebuch aus ihren Briefen und Tagebüchern, Munich, Deutscher Taschenbuchverlag, 2001 (ISBN 3-423-12846-1).

### Autres ouvrages
- (de) Ernst Engelberg, Bismarck : Urpreuße und Reichsgründer, Berlin, Siedler Verlag, 1985 (ISBN 3-88680-121-7).
- (fr) Michel Kerautret, Histoire de la Prusse, Paris, Éditions du Seuil, 2005 (ISBN 2020416980).
- (fr) Bernard Poloni et alii, L'Empire allemand de l'unité du Reich au départ de Bismarck, 1871-1890, Du Temps, 2002 (ISBN 2842742060).

### Bases de données et dictionnaires
- Ressources relatives aux beaux-arts :   - Artists of the World Online
  - Bénézit
  - British Museum
  - Mapping Sculpture
  - Musée d'Orsay
  - MutualArt
  - National Portrait Gallery
  - RKDartists
  - Royal Academy of Arts
  - Union List of Artist Names
- Ressource relative à la musique :   - Répertoire international des sources musicales
- Ressource relative à la vie publique :   - Documents diplomatiques suisses 1848-1975
- Ressource relative à l'audiovisuel :   - IMDb
- Notices dans des dictionnaires ou encyclopédies généralistes :   - Britannica
  - Brockhaus
  - Collective Biographies of Women
  - Deutsche Biographie
  - Enciclopedia De Agostini
  - Nationalencyklopedin
  - Oxford Dictionary of National Biography
  - Store norske leksikon
- Notices d'autorité :   - VIAF
  - ISNI
  - BnF (données)
  - IdRef
  - LCCN
  - GND
  - Japon
  - Pays-Bas
  - Pologne
  - Israël
  - NUKAT
  - Suède
  - Australie
  - Croatie
  - Tchéquie
  - Lettonie
  - Grèce
  - WorldCat

### Autres liens externes
- (en) Fiche généalogique sur The Peerage
- (de) Site consacré à l'impératrice
- (de) Biographie sur Preussenchronik